# Візантійське мистецтво

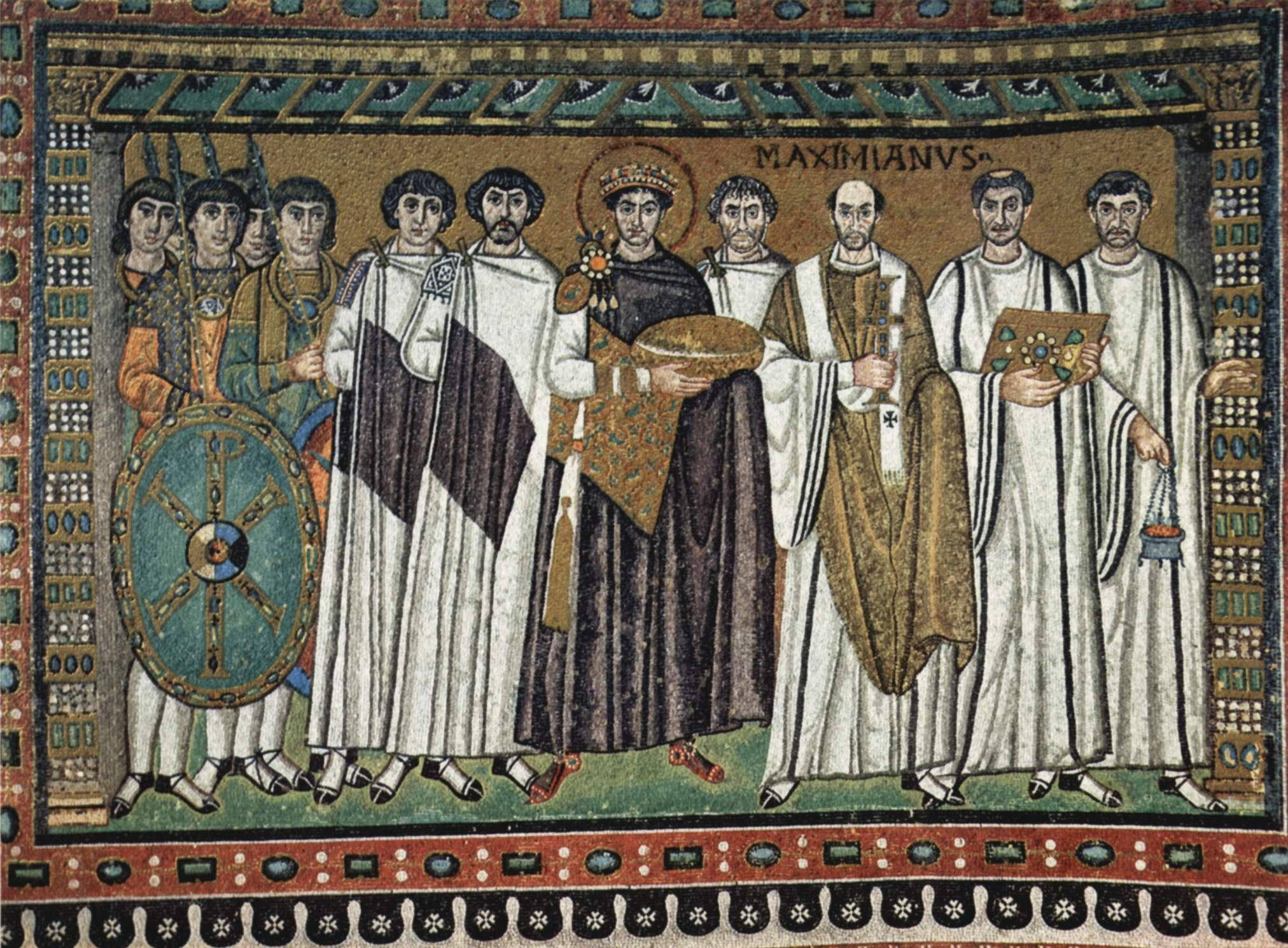
Равеннська мозаїка

Візантійське мистецтво — стиль в образотворчому мистецтві й архітектурі, що зародився в IV–VI століттях у Візантії (столиці Східної Римської імперії) і поширився в Італії, через Балкани, в Київській Русі, де він існував впродовж багатьох століть.
Візантійський стиль характеризується важкою стилізацією, надзвичайною виразністю ліній, використанням сталих художніх стереотипів і багатих кольорів, зокрема, золота. Візантійські художники відзначилися у мозаїчних роботах і в ілюструванні книг.

## Історія

Марія в композиції Благовіщення, ХІІІ ст. Монастир Сопочани, Сербія

У розвитку світової цивілізації візантійська культура займає видатне місце. Для неї характерні урочиста пишність і внутрішня шляхетність, це своєрідний синтез культурних традицій греко-римського світу і християнства, а також елліністичного Сходу. Візантійський тип культури не подібний ні на західноєвропейський, ні на східний.
Візантійська імперія виникла на рубежі двох епох — загибелі пізньої античності та народження середньовічного суспільства. Столицею її став Константинополь, заснований імператором Костянтином І у 324–330 pp.
В 330 році через міжусобиці й смуту, що охопили величезну Римську імперію, імператор Костянтин  Великий переніс свою столицю в місто Візантій (з I століття н. е., що входив до складу Римської імперії) і перейменував його на Константинополь. У середньовіччі Візантія називалася Романією, самі візантійці називали себе ромеями, а свою культуру — ромейською. Імператор — «Басилевс ромеїв» — оголосив себе також і верховним жерцем. Це відбилося в офіційному мистецтві Константинополя, який виражав ідеї культу «басилевса ромеїв» як пантократора (від грец. Παντοκράτορος — «вседержитель»). З тих пір вона була центром цивільного й духовного життя греко-римського миру. Візантійська імперія породила особливу культуру, названу в науці візантизмом.
Перші сторіччя існування Візантійської держави можна розглядати як найважливіший етап у формуванні світогляду візантійського суспільства, що спирався на традиції язичницького еллінізму й принципи християнства. Формування християнства як філолофсько-релігійної системи було складним і тривалим процесом. Воно вбрало в себе багато з філософських та релігійних вчень того часу. Християнська догматика склалась під сильним впливом близькосхідних релігійних вчень: юдаїзму, маніхейства. Воно було синтетичною філософсько-релігійною системою, важливим компонентом якої була антична філософія.
Першого розквіту візантійське мистецтво досягло у VI столітті при Імператорі Юстиніані. Величезна імперія була найбільшою і найсильнішою державою Європи. Тут існувала величезна кількість ремісничих майстерень, безліч купців. В одній лише столиці в цей час було споруджено тридцять церков, які сяяли золотом, сріблом і різнокольоровими мармурами.
На зміну непримиренності християнства з усім, що несло клеймо язичництва приходить компроміс між християнським і античним світоглядом. Найбільш далекоглядні християнські богослови зрозуміли необхідність оволодіння всім арсеналом язичницької культури для використання її в створенні філософських концепцій. Такі мислителі як Василь Кесарійський, Григорій Ніський і Григорій Назіанзін, закладають фундамент візантійської філософії, яка сягала коріннями давньогрецького мислення. У центрі їх філософії перебуває розуміння буття як досконалості. Народжується нова естетика, нова система духовних і моральних цінностей, змінюється й сама людина тієї епохи, її бачення світу й відношення до всесвіту, природи, суспільства.
З перемогою християнства провідне місце в системі знань зайняло богослов'я. Надзвичайний розквіт переживає логіка, як основа побудови богословської догматичної системи.
З X–XI ст. в розвитку богословсько-філософської думки можна простежити дві тенденції. Першій притаманні інтерес до проблем зовнішнього світу та його будови, віра у можливості людського розуму і прагнення протистояти різним формам аскетизму. Найвидатнішим представником цього напрямку був Михайло Псьол (XI ст.) — філософ, історик, філолог, юрист. Його «Логіка» стала відомою не тільки у Візантії, але й на Заході. Представники раціоналізму і релігійного вільнодумства були засуджені церквою, а їх праці покарані вогнем. Друга тенденція, що знайшла своє вираження у творах релігійних аскетів і містиків Симеона Нового Богослова (949—1022) та Григорія Палами (1297—1360), в основному скеровувалась на внутрішній світ людини, способи її ; вдосконалення у дусі християнської етики, смирення і послуху.
З усіх країн Середньовіччя Візантія особливо славилась досягненнями в історіографії. Праці відомих візантійських істориків за характером викладу матеріалу, багатством міфологічних образів гідно продовжують класичну грецьку традицію Геродота, Фукідіда, Полібія.
Паралельно з історіографією існував специфічний середньовічний жанр історичного твору — хронографія. Основоположником її став кесарійський єпископ Євсевій (260—340), який зробив широкий огляд історичних подій.
В мистецтві Візантії панували узагальнено-спіритуалістичні принципи, які ґрунтуються на відриві від реальності й перенесенні у сферу вищих, абстрактних ідей. Ідеальний естетичний об'єкт перебуває в духовній сфері, описується за допомогою таких естетичних категорій, як прекрасне, світло, колір, образ, знак, символ. У художній творчості переважали традиціоналізм, канонічність.
Значний вклад Візантії в розвиток середньовічної архітектури. Візантійські зодчі створюють нові принципи забудови міст: у центрі розташовується головна площа з собором, від неї, довільно переплітаючись, розходяться вулиці. Прекрасним зразком церковного будівництва є храм св. Софії в Константинополі, споруджений у 532–537 pp. за наказом Юстиніана.

## Періоди візантійського мистецтва
- ранньохристиянський період (так званої передвізантійської культури, І–ІІІ століття)
- ранньовізантійський період, «золоте століття» імператора Юстиніана I — до цього періоду належить архітектура храму Святої Софії в Константинополі й равеннські мозаїки (VI–VII століття)
- іконоборський період (VIII — початок IX століття). Імператор Лев III Ісавр (717—741), засновник Ісаврійської династії, видав едикт про заборону ікон. Цей період одержав назву «темний час» — багато в чому за аналогією з подібним етапом розвитку Західної Європи.
- період Македонського Відродження (867—1056). Прийнято вважати класичним періодом візантійського мистецтва. XII століття стало вищою точкою розквіту. Відомості про світ черпалися з Біблії й із здобутків прадавніх авторів. Гармонія мистецтва досягалася за рахунок суворої регламентації.
- період консервантизму за імператорської династії Комнінів (1081—1185)
- період Палеологівського Ренесансу, відродження елліністичних традицій (1261—1453).

## Візантійська архітектура

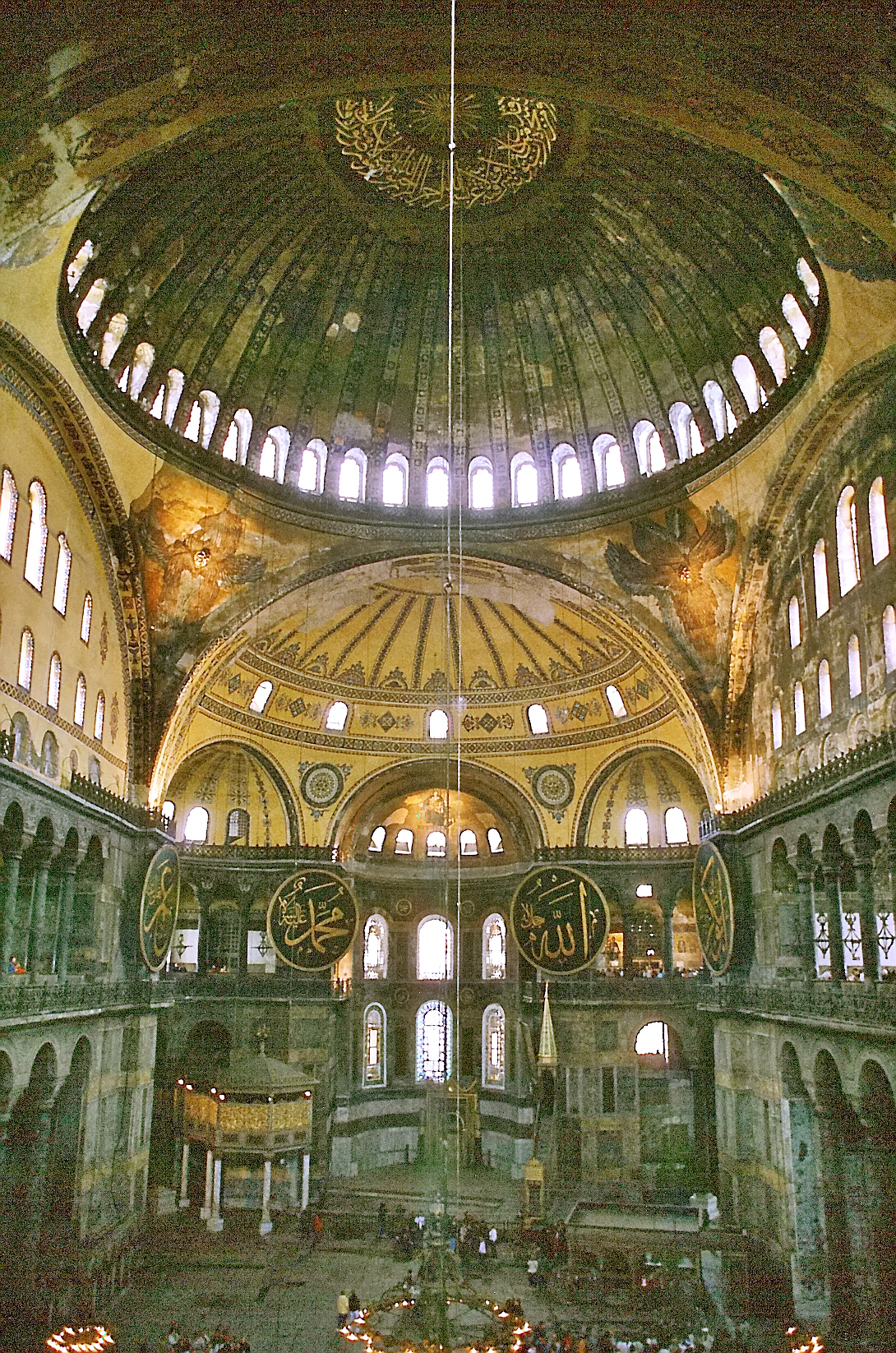
Інтер'єр Собору святої Софії

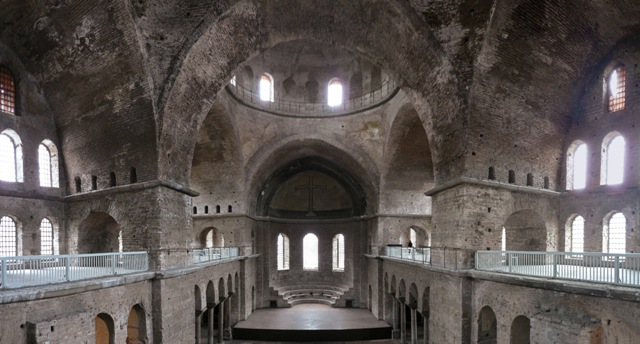
Церква святої Ірини, інтер'єр.

## Візантійські фрески

Фреска Богородиця (залишки), Каппадокія (нині Туреччина), до XI ст.

«Апостоли Петро і Павло» , монастир Рабдуху, XII ст., Афон
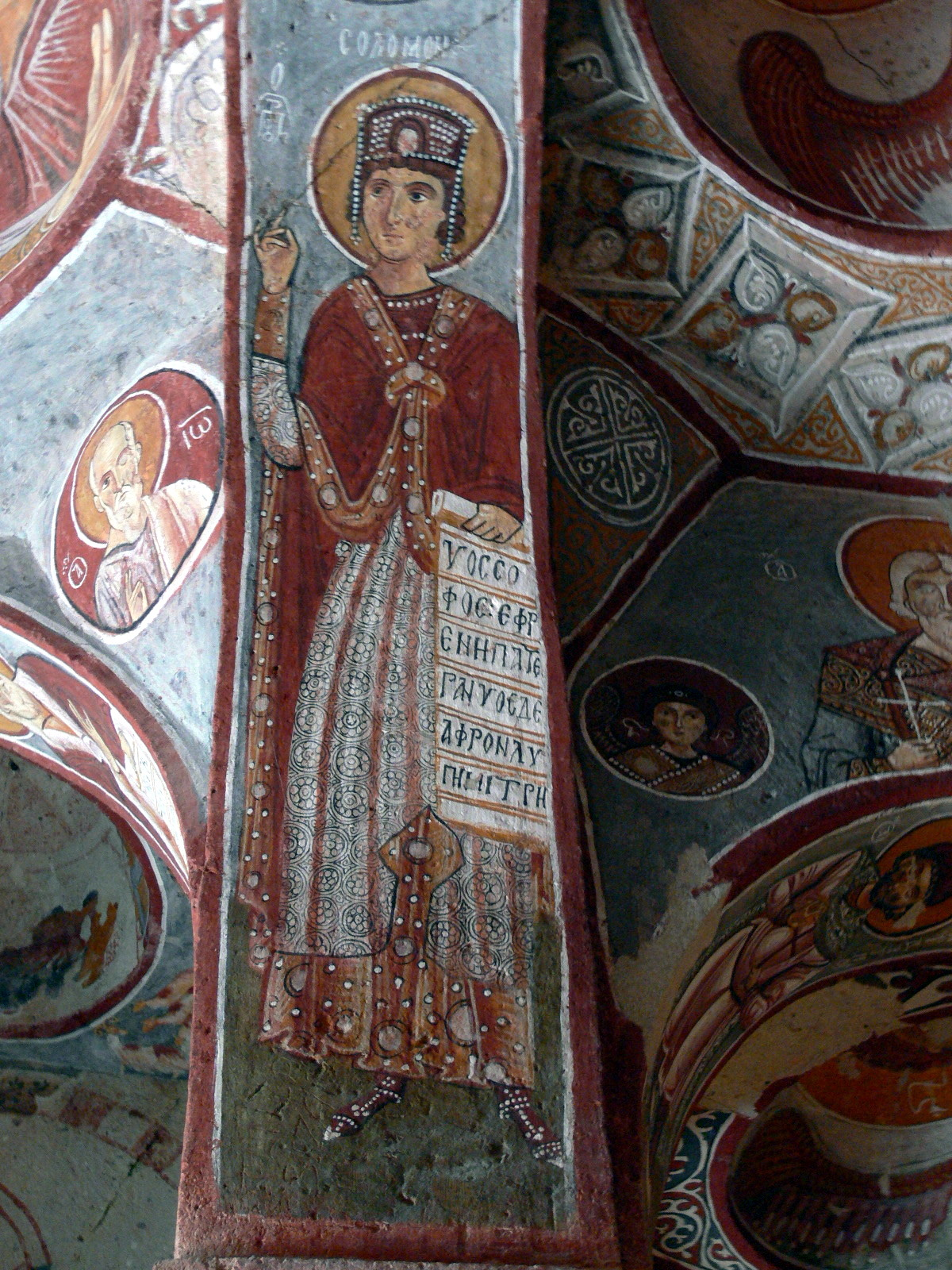
«Цар Соломон», Гьореме, XI ст., нині Туреччина
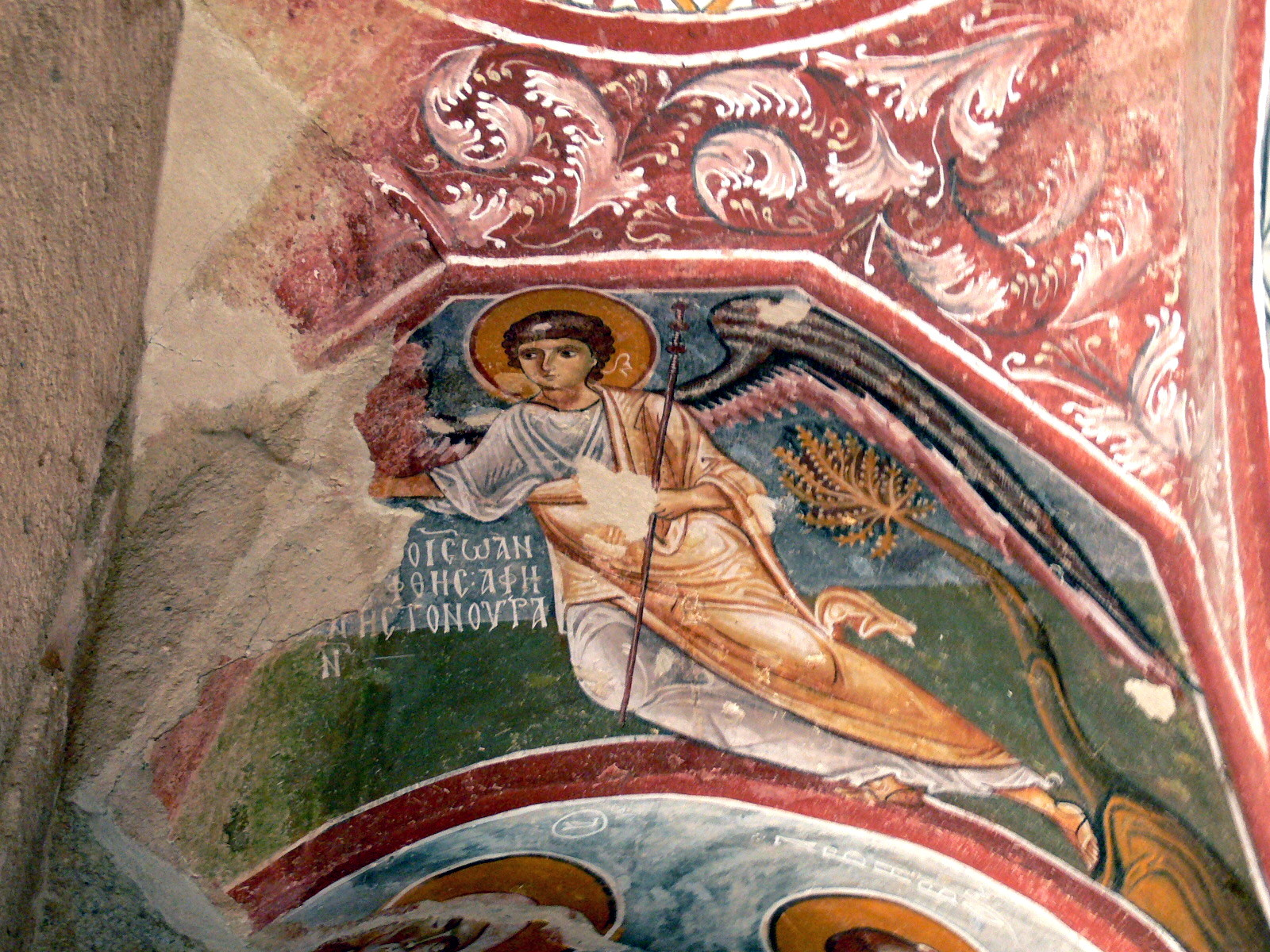
Янгол Гьореме, XI ст., нині Туреччина
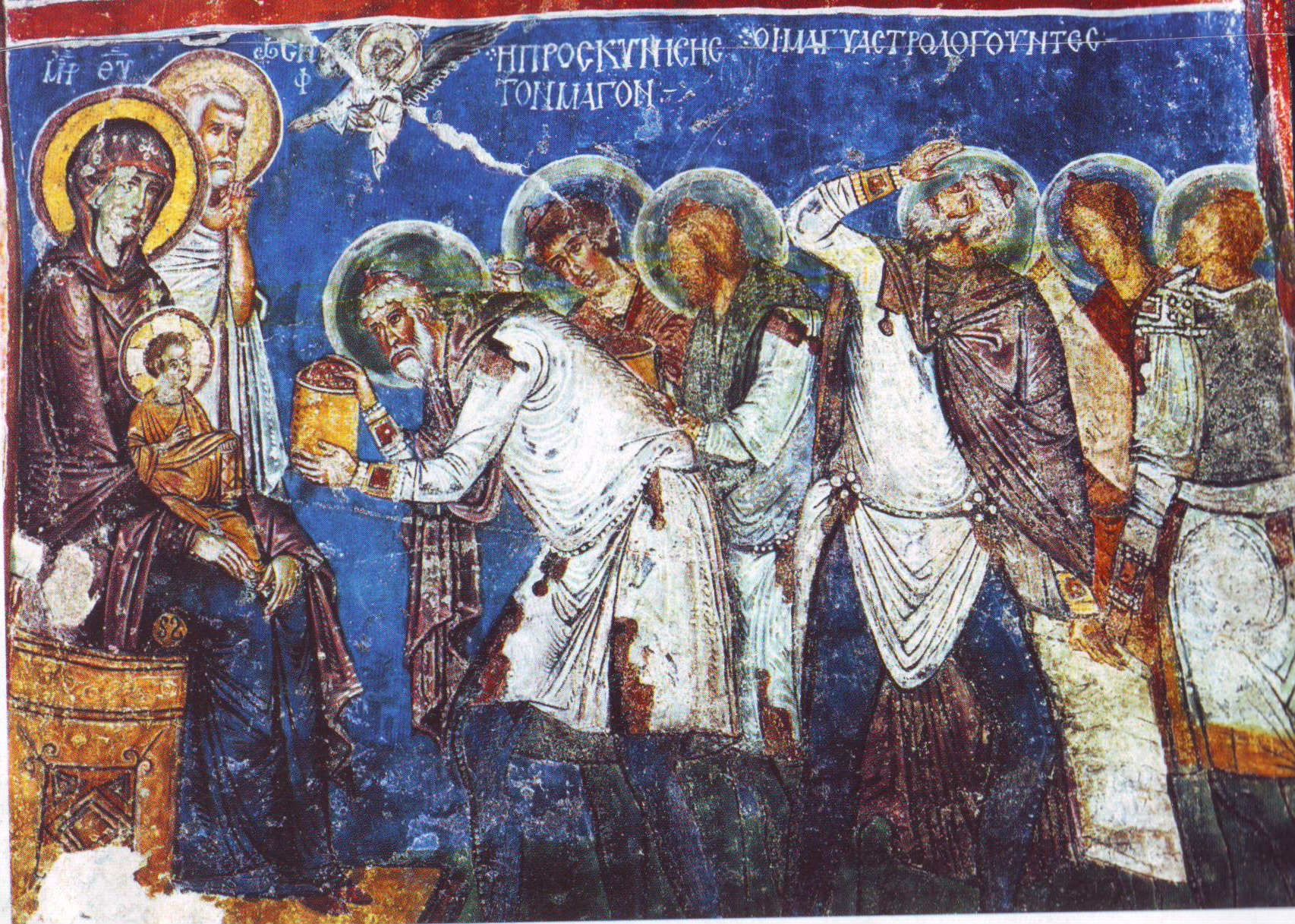
«Поклоніння волхвів», Каппадокія, XII ст.
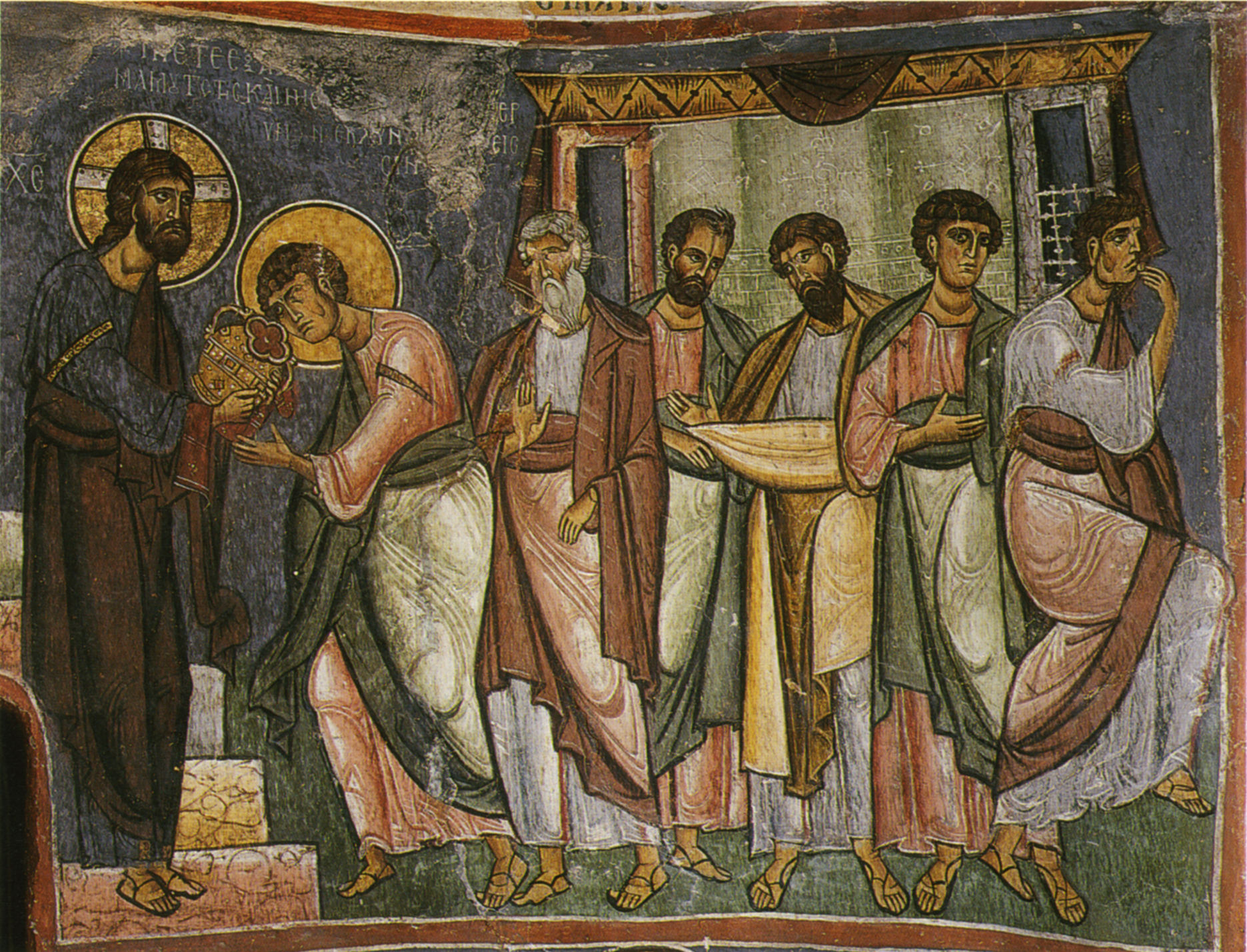
Причастя апостолів, церква Богородиці Асіну, початок XII ст, Кіпр.

## Візантійські мозаїки

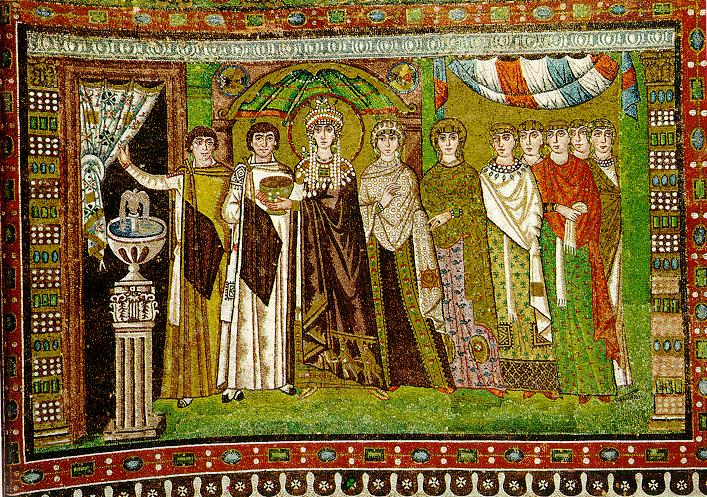
Імператриця Феодора, мозаїка в Сан Вітале.

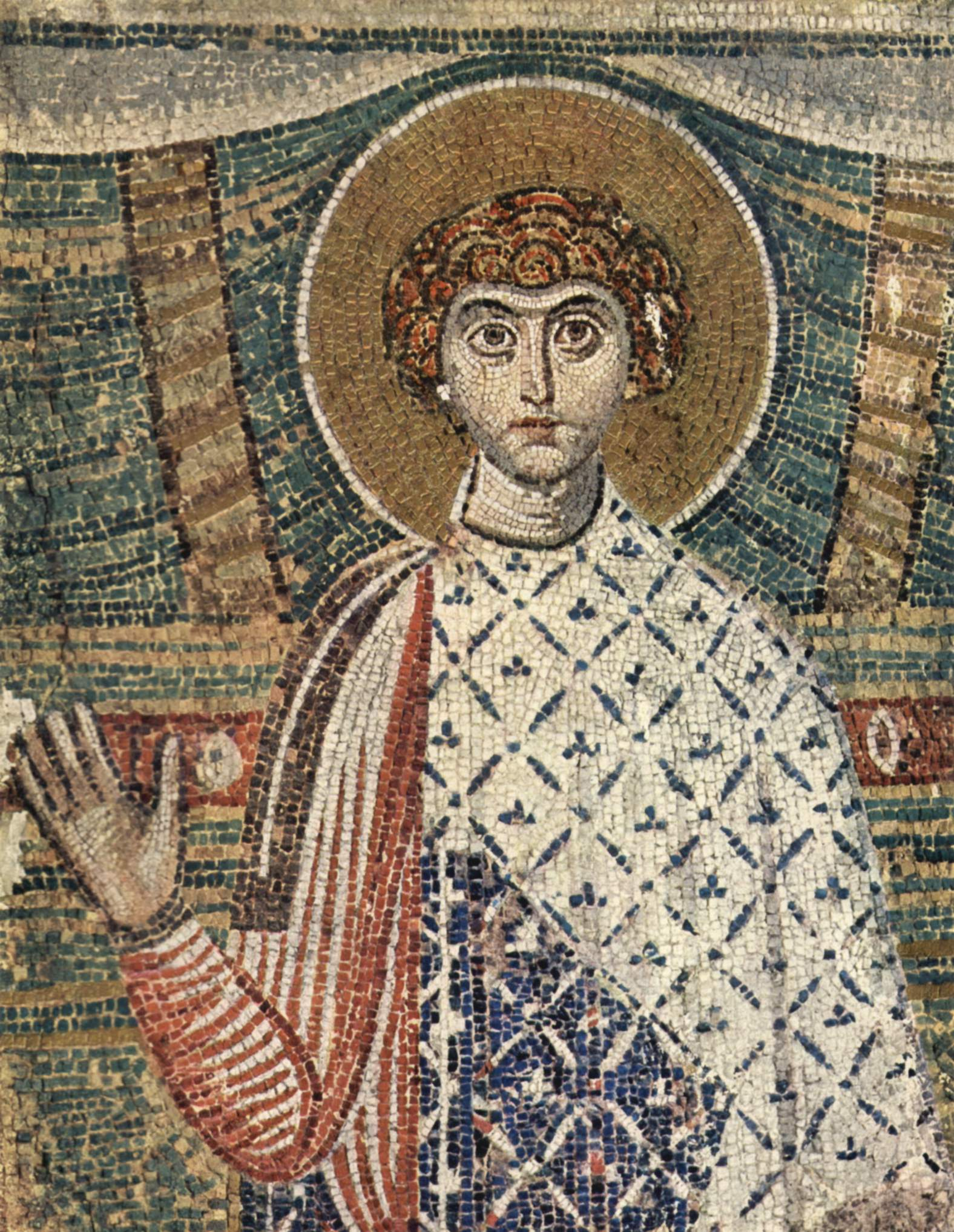
Святого Юрія], [Базиліка Святого Дімітрія], VII ст., [Салоніки]
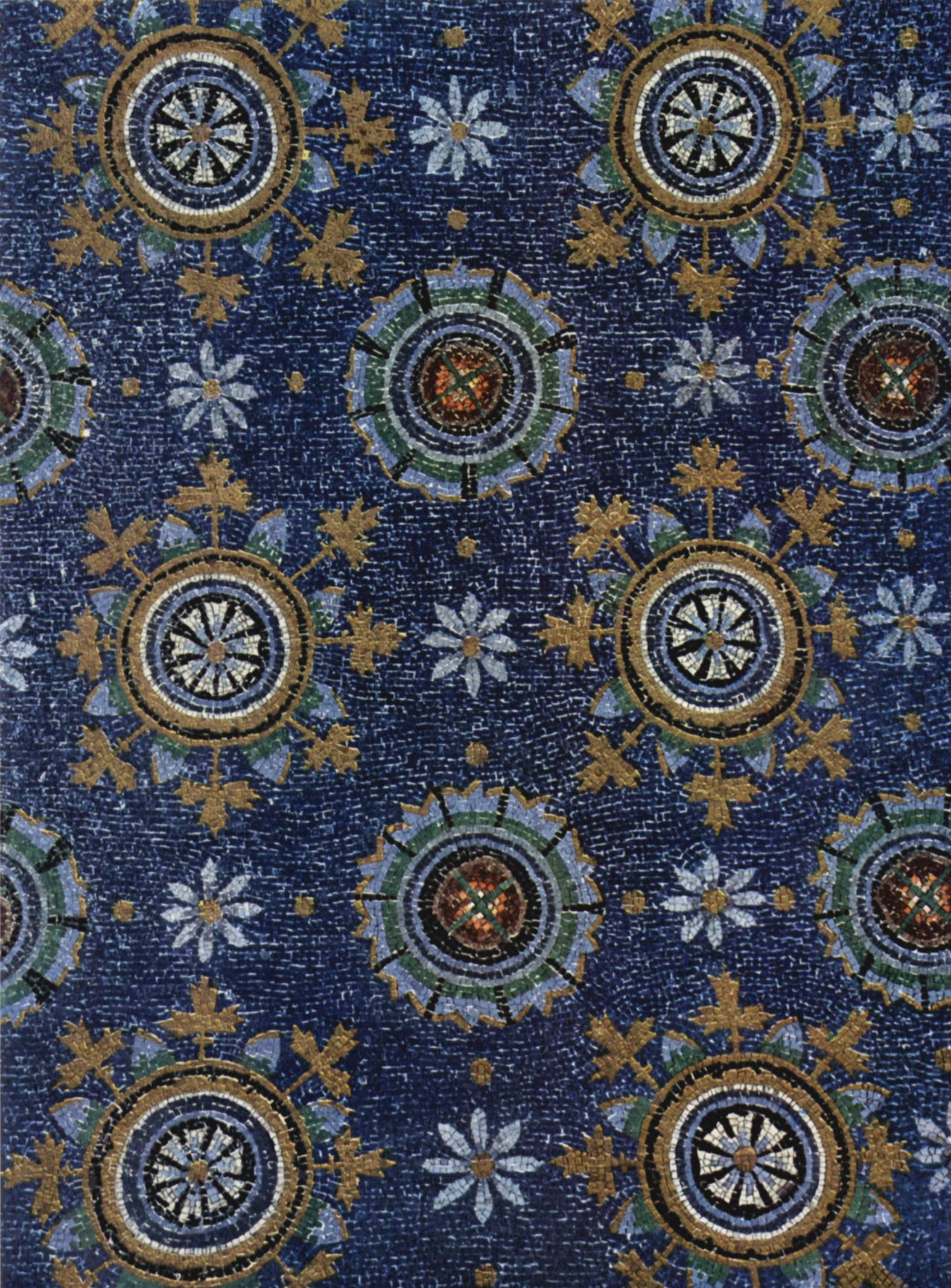
[Равенна]. Мозаїка склепіння так званого мавзолею
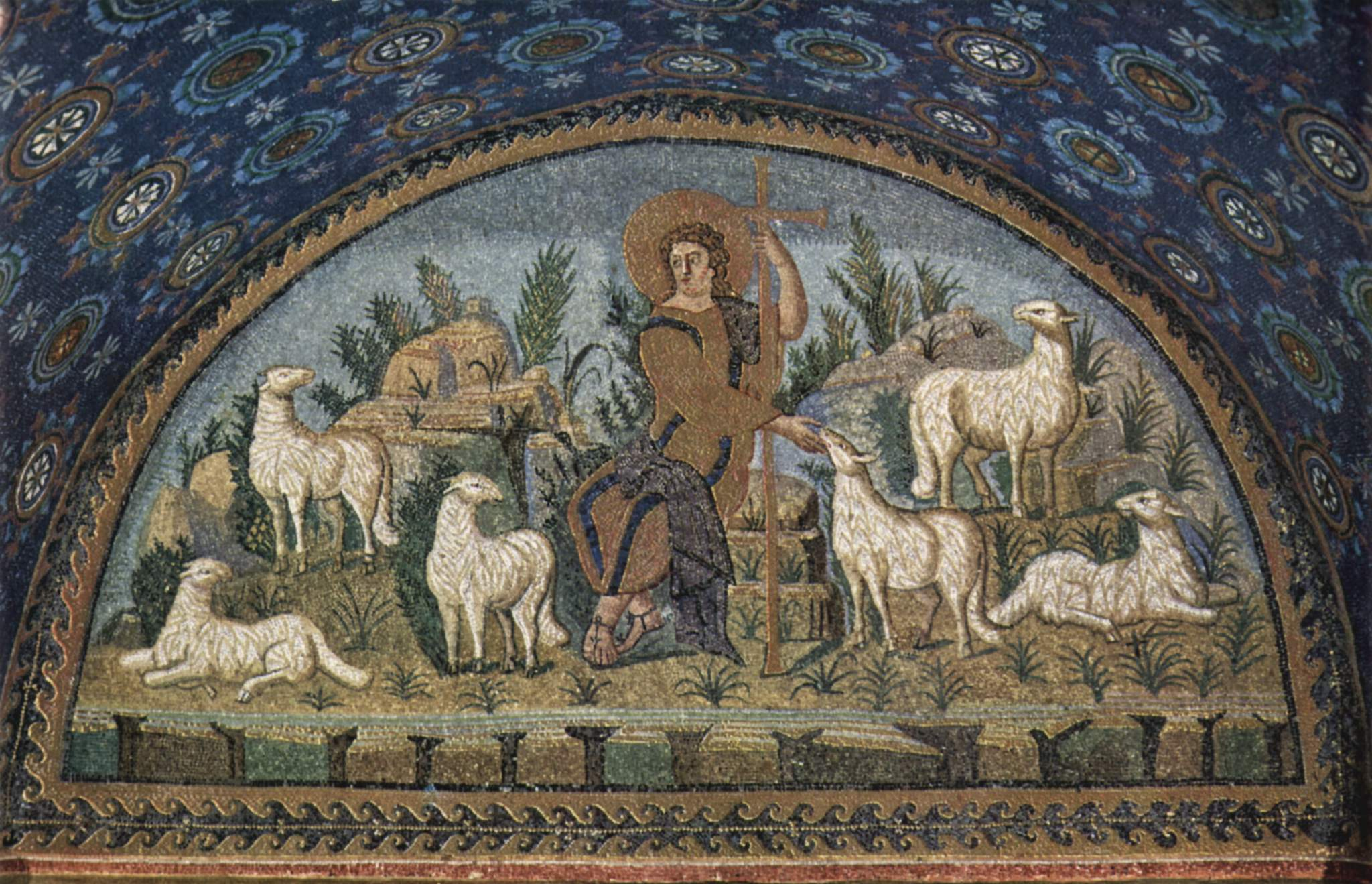
Равенна. Мозаїка «Добрий пастир»
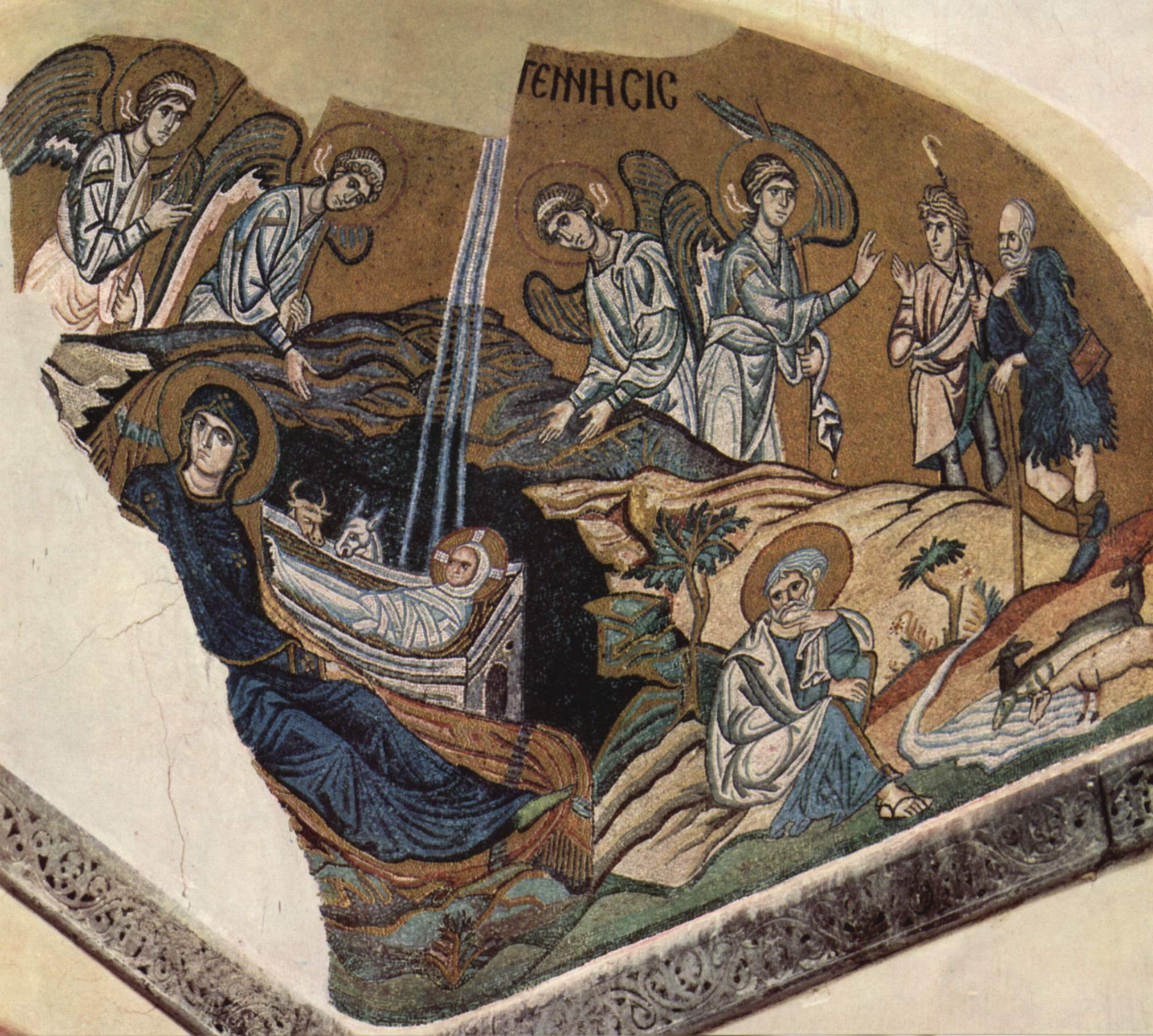
Монастир Дафні, «Різдво»
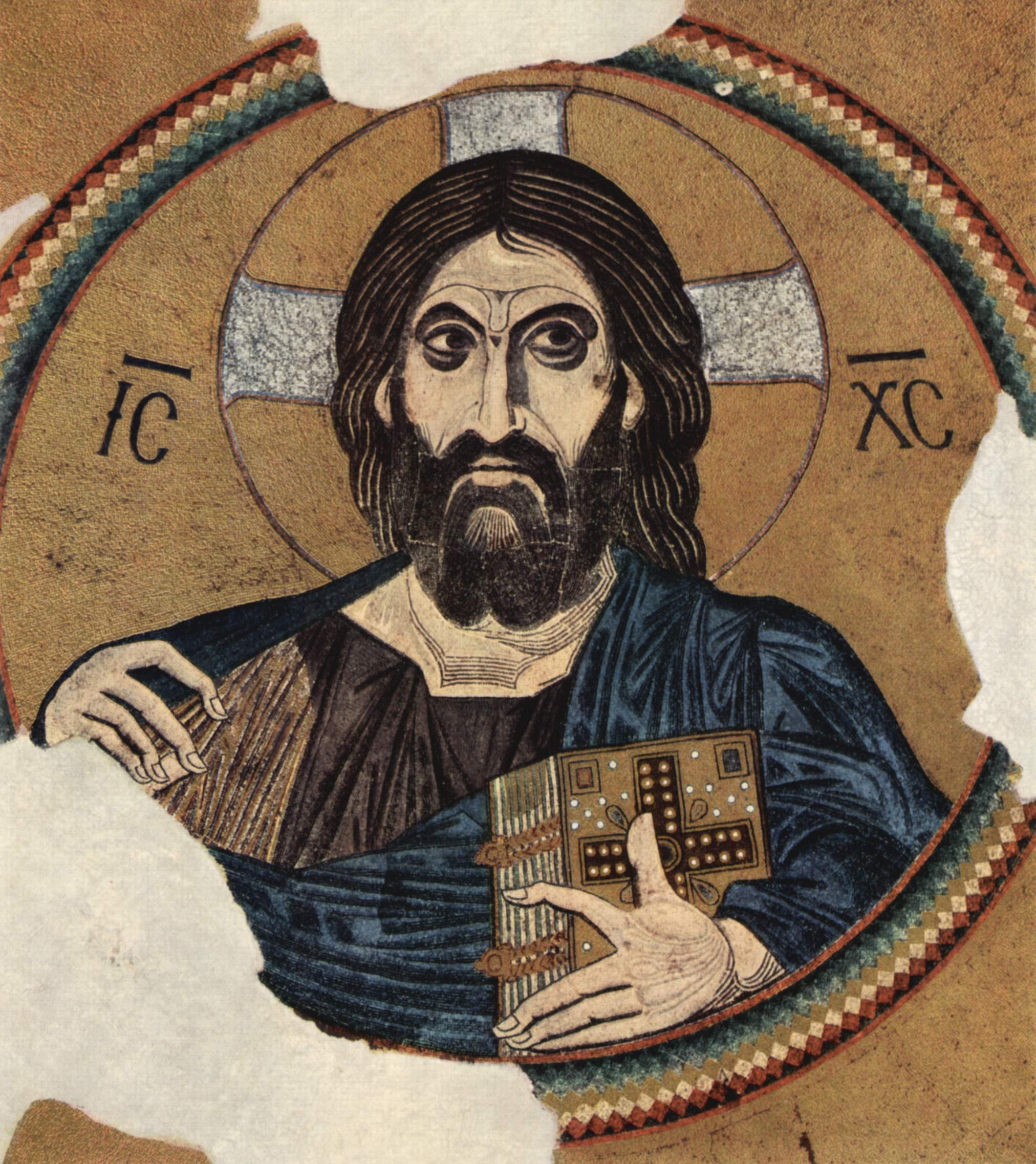
Монастир Дафні, Христос Пантократор

## Візантійські тканини і килими

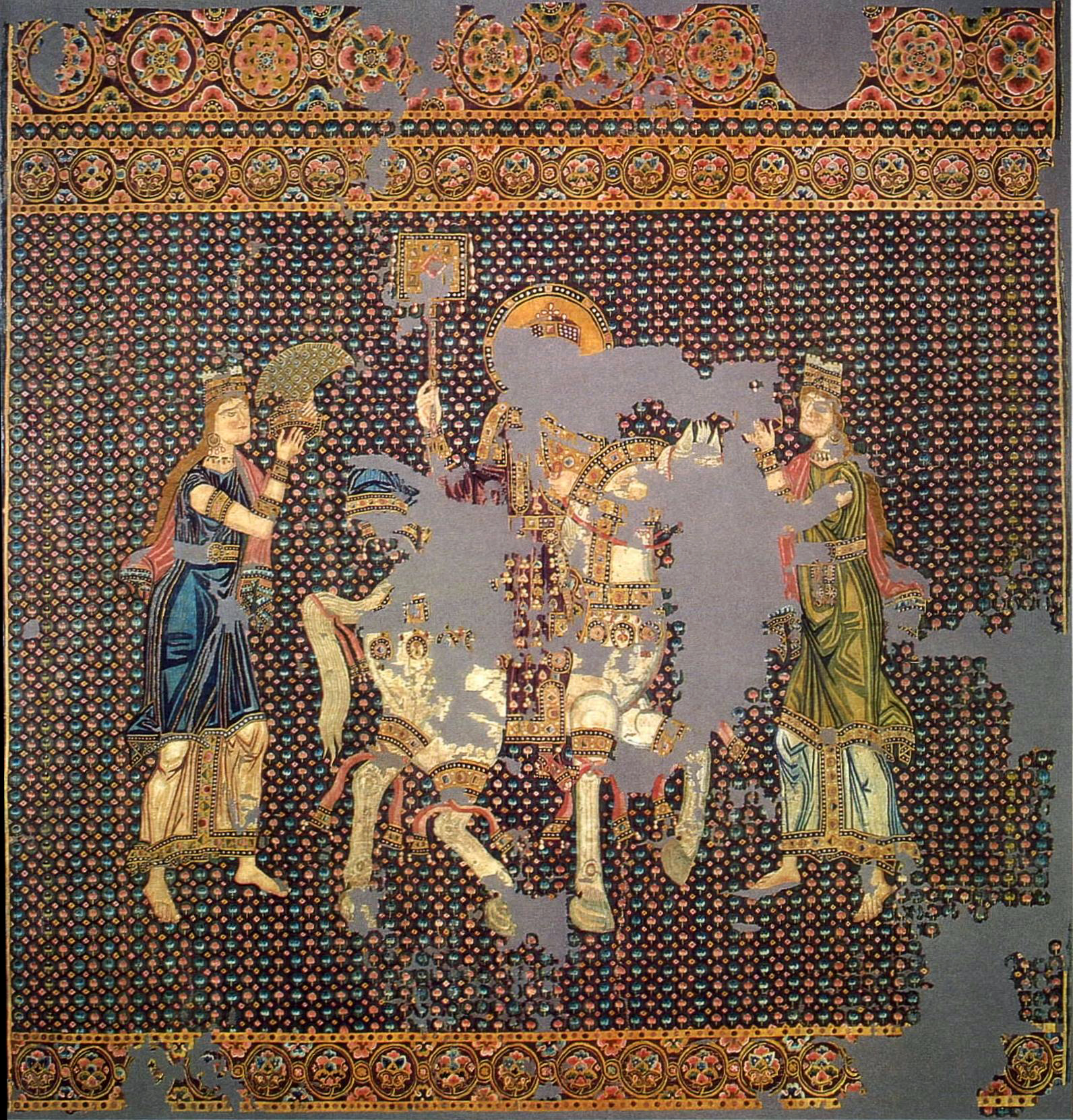
Візантійський шовковий килим, Бамберг.

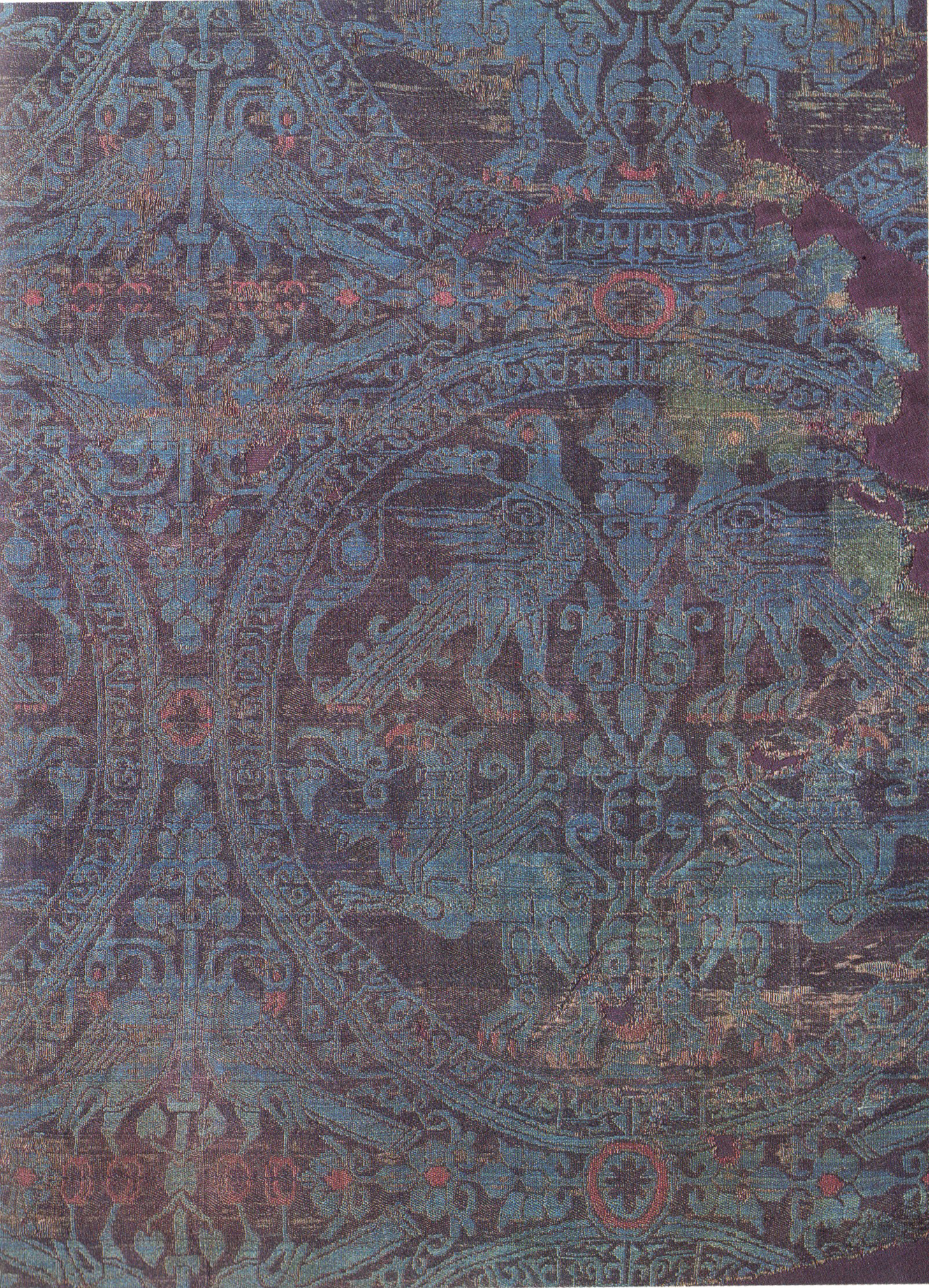
Синя тканина. В колах з написами — птахи та грифони. X ст. Саван святого.
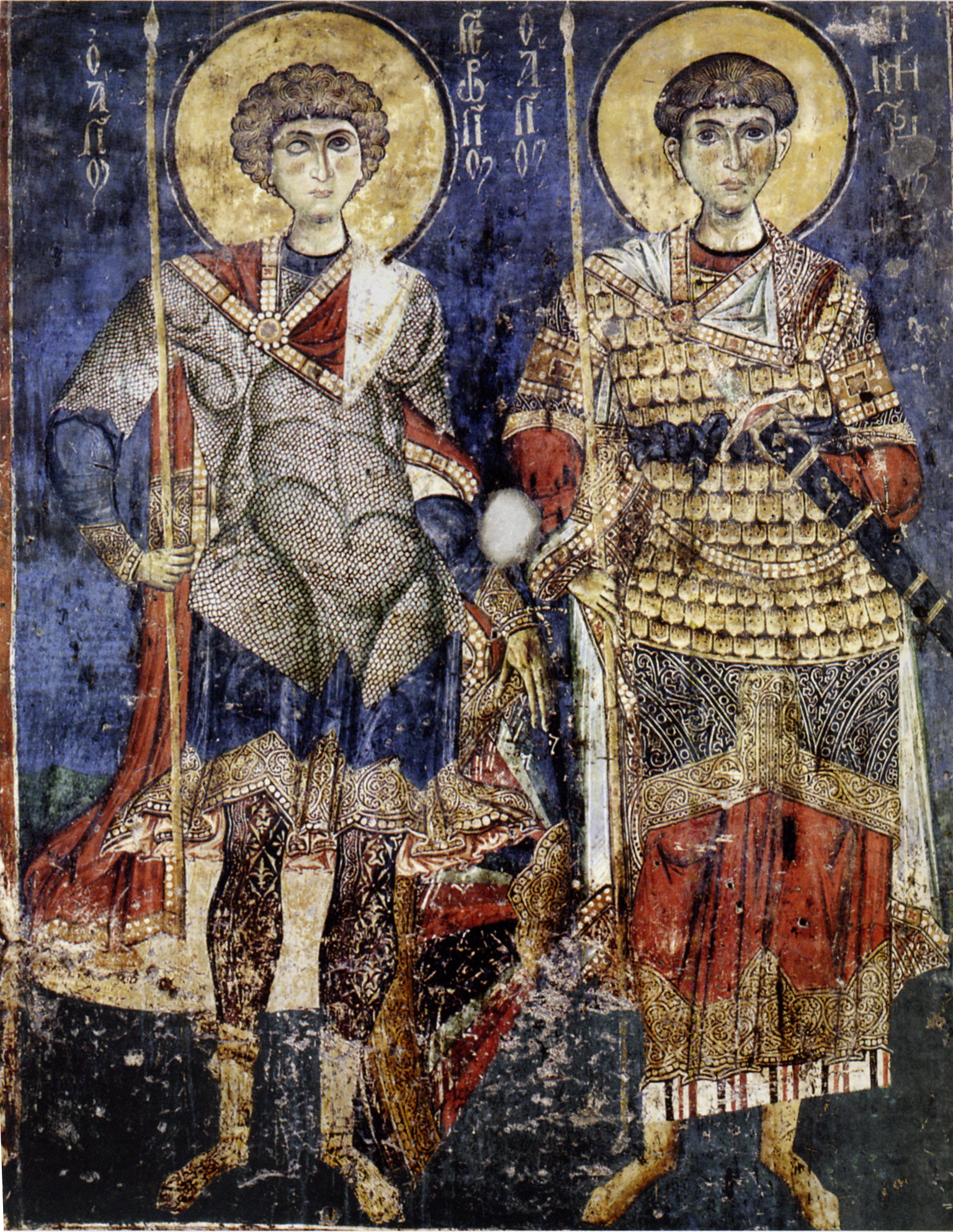
Святі Георгій та Димитрій в коштовних тканинах, фреска бл.1180 року.

## Живопис
Візантійські майстри, з одного боку, зберегли складну техніку образотворчого мистецтва античності, з другого — наповнили її новим символічним змістом. Стиль їх живопису характеризується поєднанням плоских силуетів з плавною ритмікою ліній та благородною гамою фарб, де переважали пурпурові, лілові, сині, оливково-зелені й золоті тони.
В IV–VI ст. у візантійському живописі ще панували античні традиції, що знайшло відображення в мозаїці Великого імператорського палацу в Константинополі; згодом, у IX–X ст., формується строгий іконографічний канон, складається цілісна система декору храму, певний порядок розташування біблійних сцен на його стінах і куполах. Одна з вершин мистецтва цього часу — мозаїка храму св. Софії у Константинополі.
На кінець XIII й середину XIV ст. припадає ще один період розквіту візантійського живопису, зв'язаний з поширенням гуманістичних тенденцій у культурі. Живописці намагаються вийти за рамки встановлених канонів церковного мистецтва, звертаються до зображення не абстрактної, а живої людини. Прекрасними пам'ятками цього часу є мозаїка і фрески монастиря Хори. Однак візантійське мистецтво не змогло піднятися до реалізму італійського Ренесансу і надалі залишалось у формах старої канонізованої іконографії.

## Іконопис
Іконопис Візантійської імперії був найбільшим художнім явищем у східно-християнському світі. Візантійська художня культура не тільки стала родоначальницею деяких національних культур (наприклад, давньоруської), але й впродовж усього свого існування впливала на іконопис інших православних країн: Сербії, Болгарії, Київської Русі, Грузії, Сирії, Палестини, Єгипту. Так само під впливом Візантії перебувала культура Італії, особливо Венеції.
Найважливіше значення для цих країн мала візантійська іконографія та виникаючі у Візантії нові стилістичні плини.

## Ювелірні вироби візантійських майстрів

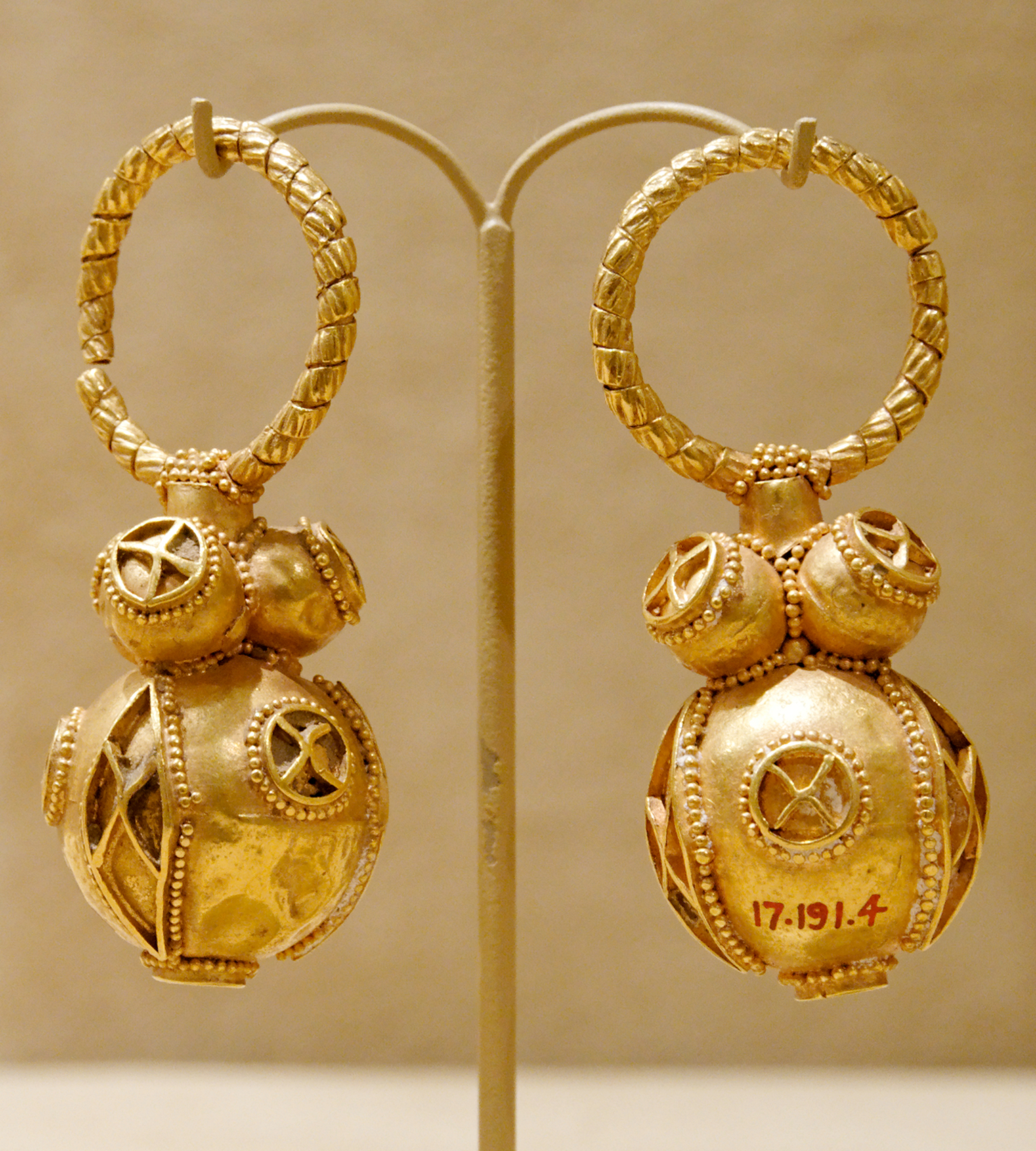
Золоті сережки, до 650 р., Музей мистецтва Метрополітен, Нью-Йорк
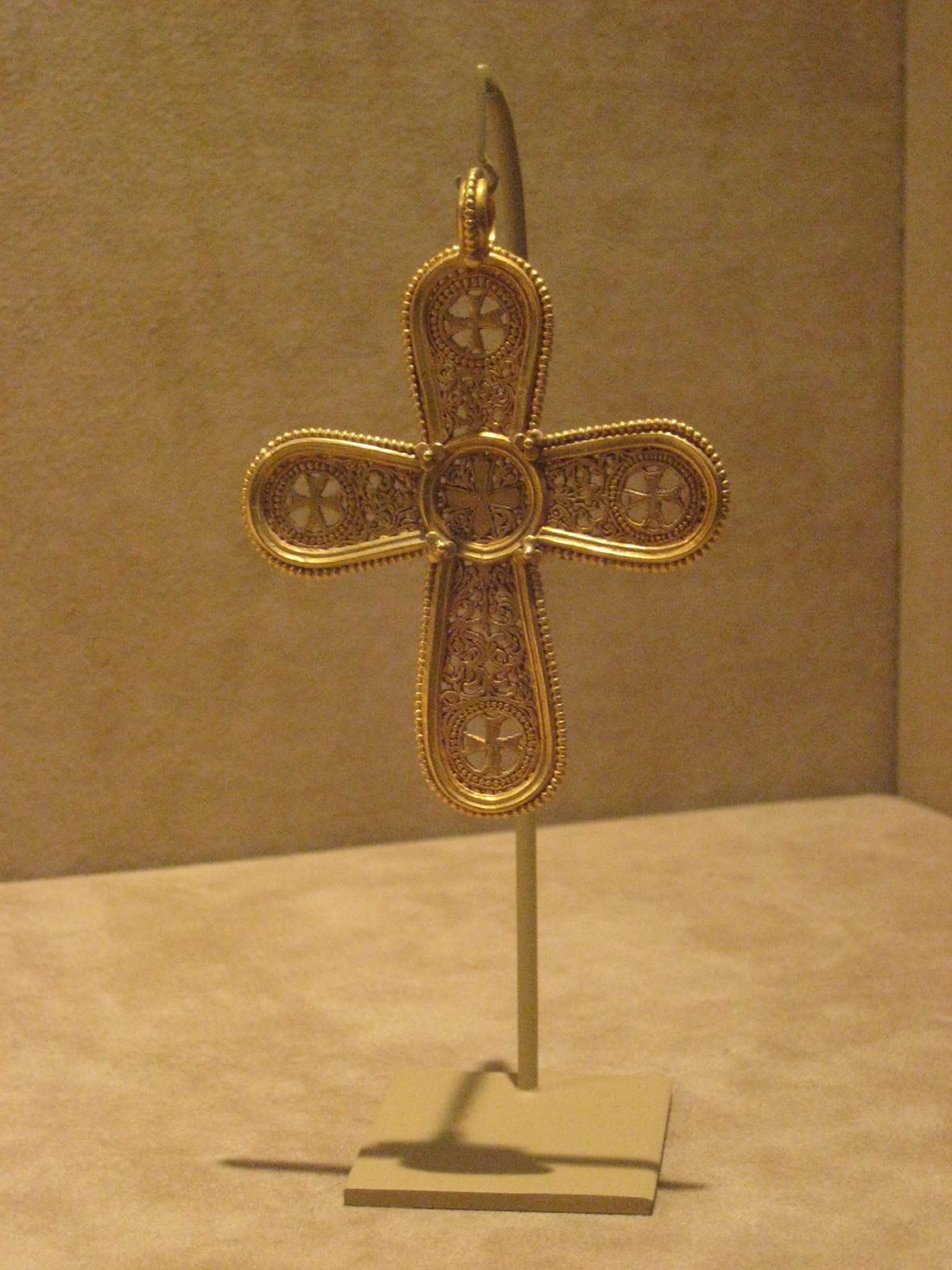
Золотий хрест з філігранями, до 700 р. н.е., Музей мистецтва Метрополітен, Нью-Йорк
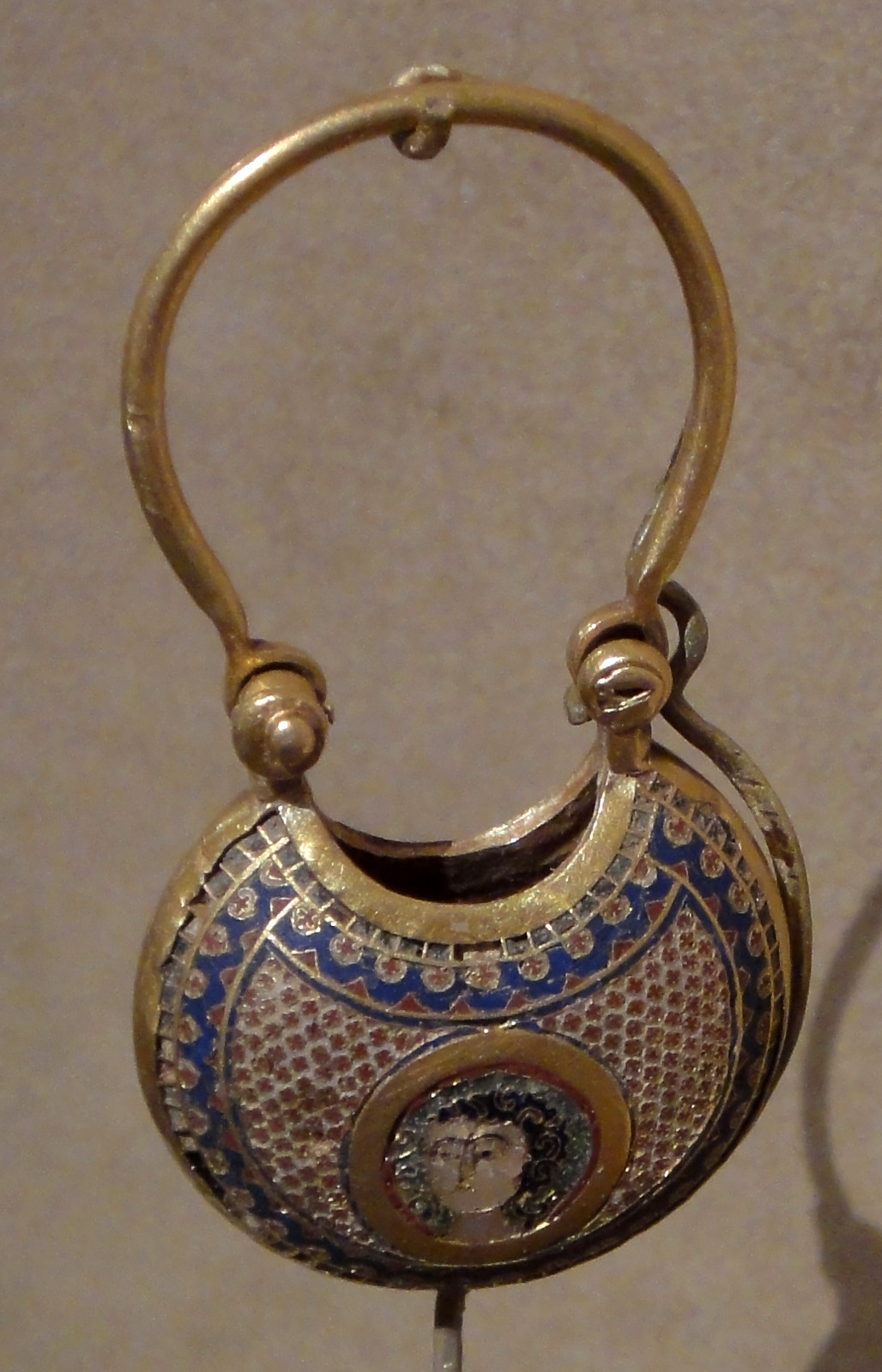
Храмова підвіска, до 1150 р., висота 4,5 см. Музей мистецтва Метрополітен, Нью-Йорк
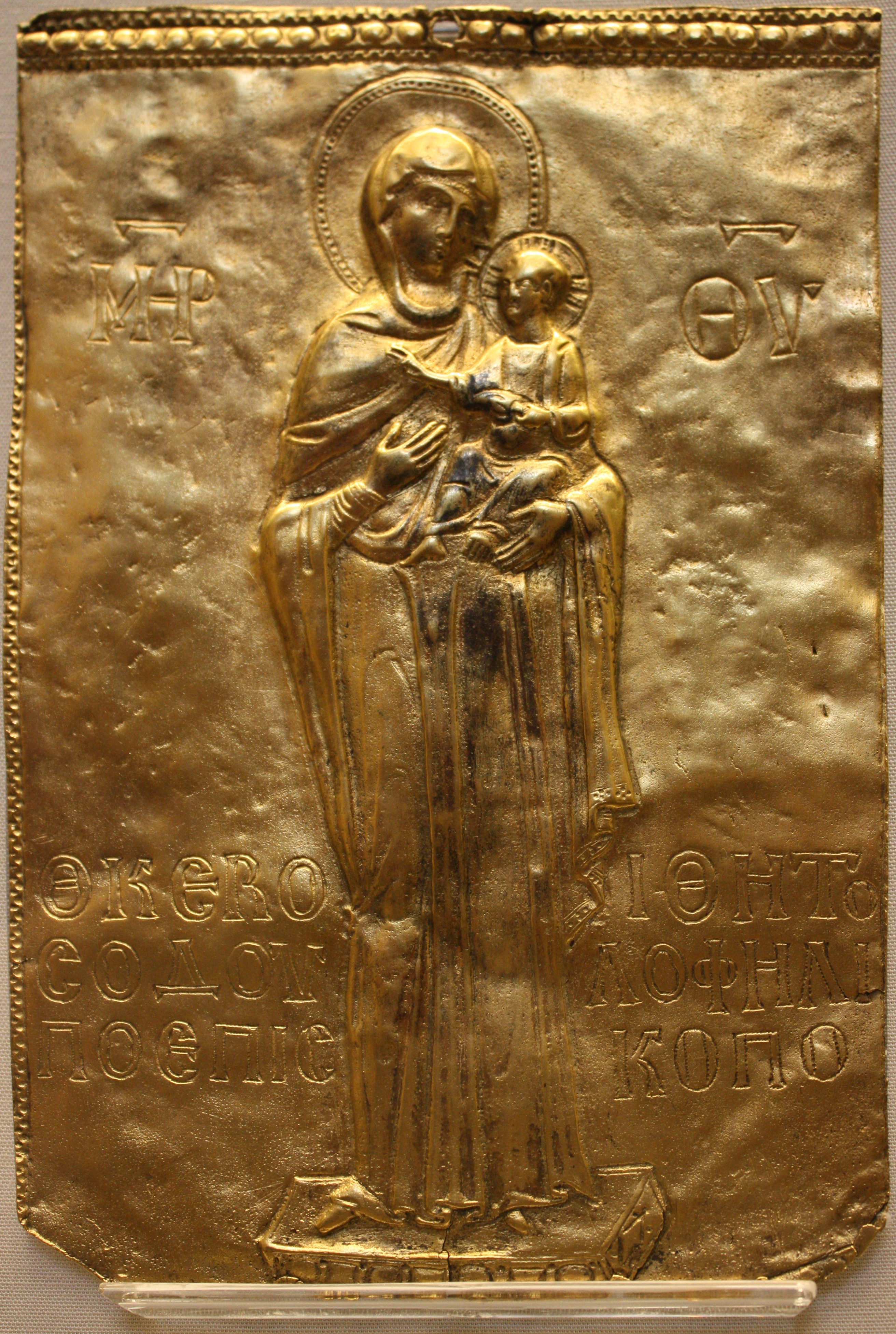
Золота плакетка «Богородиця одигітрія», до 1100 року. Музей Вікторії й Альберта, Лондон.

## Візантійські артефакти

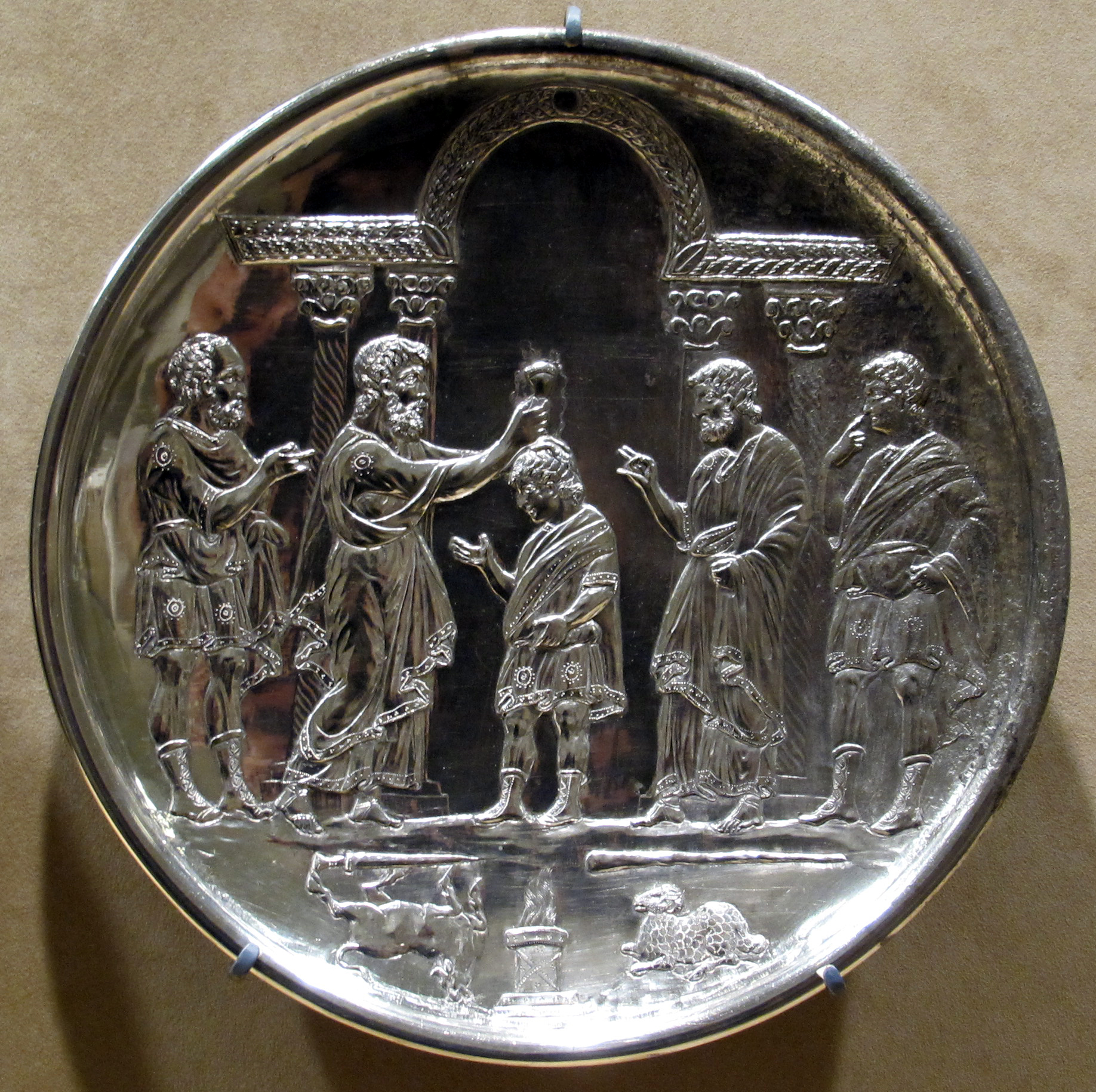
Візантія. Срібна таріль з історією Давида. 630 р. н. е.Музей мистецтва Метрополітен

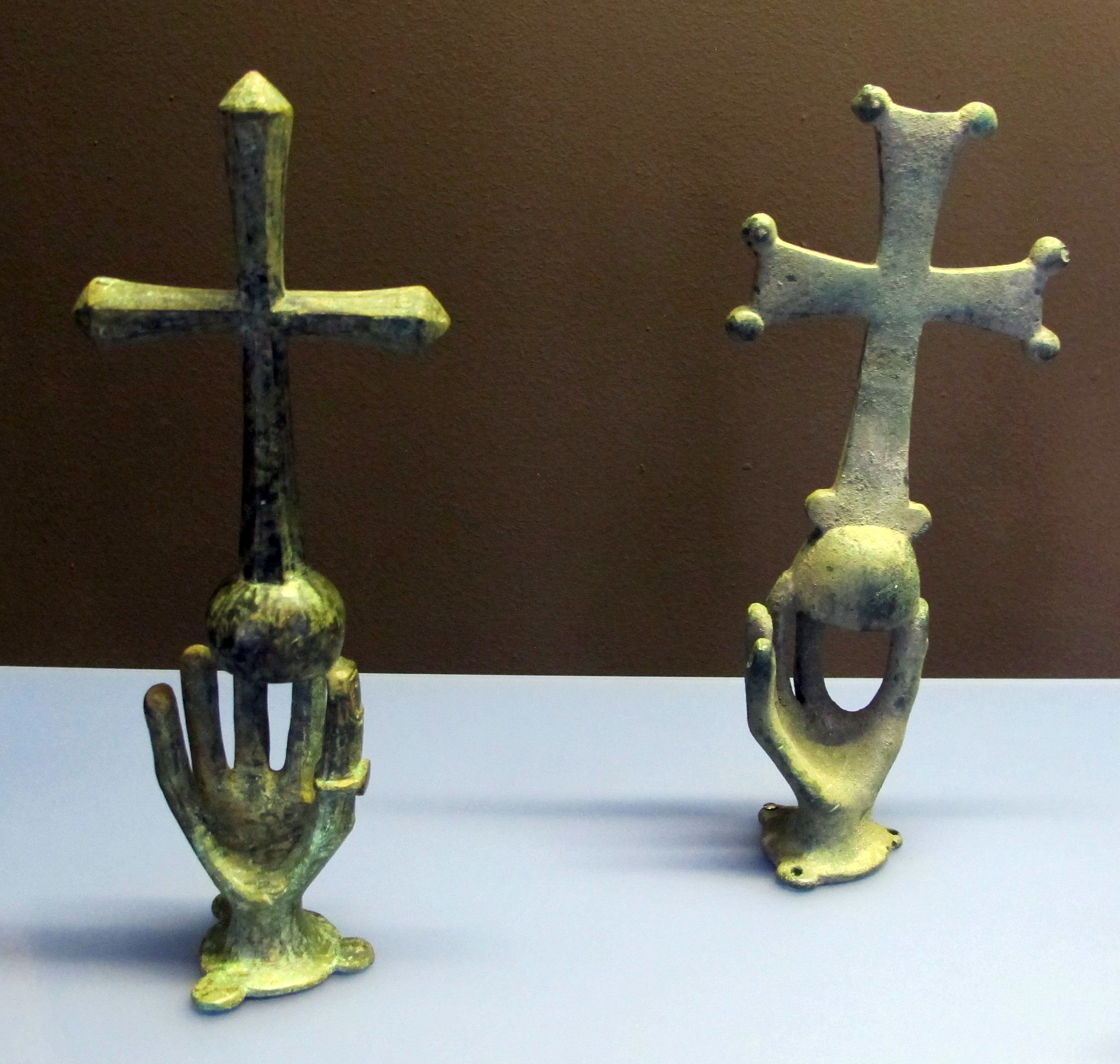
«Вотивні руки з хрестами», VI–VII ст. н.е., Женевський музей мистецтва і історії
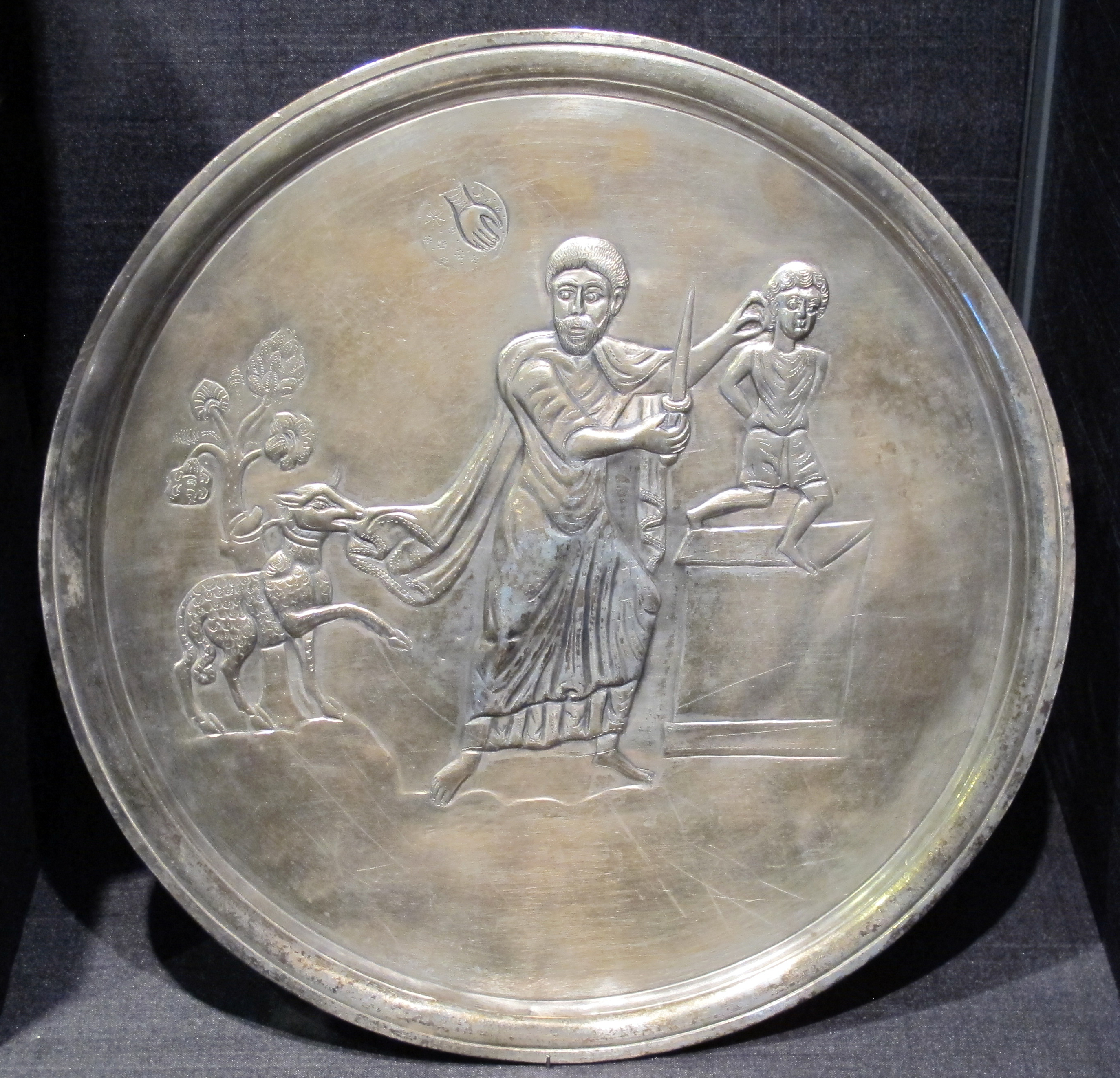
Срібна таріль «Жертвопиношення Ісаака», VI ст. н.е., константинопольські майстерні, Женевський музей мистецтва і історії
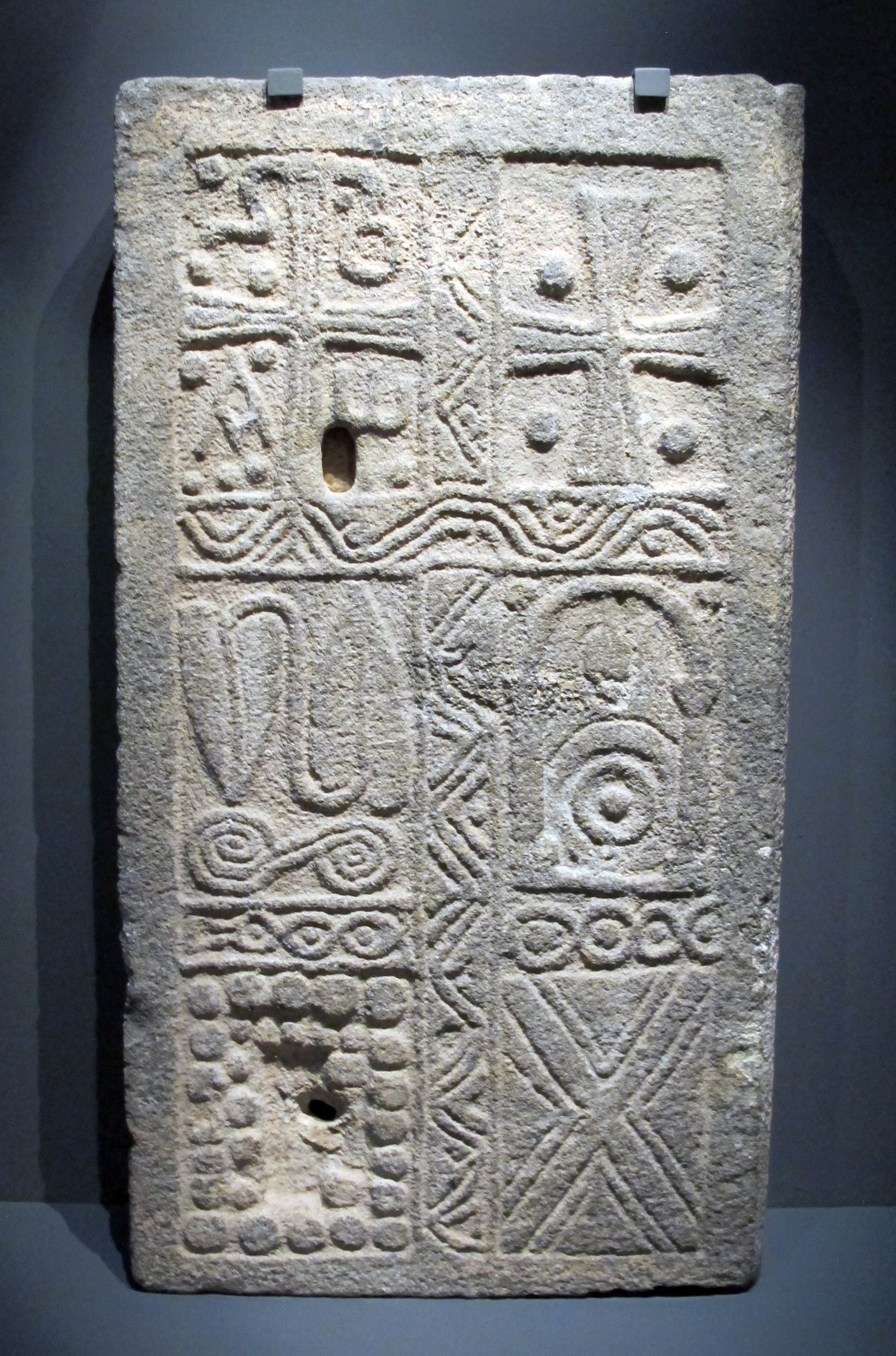
Кам'яний рельєф із Сирії, VI ст. н.е., Женевський музей мистецтва і історії
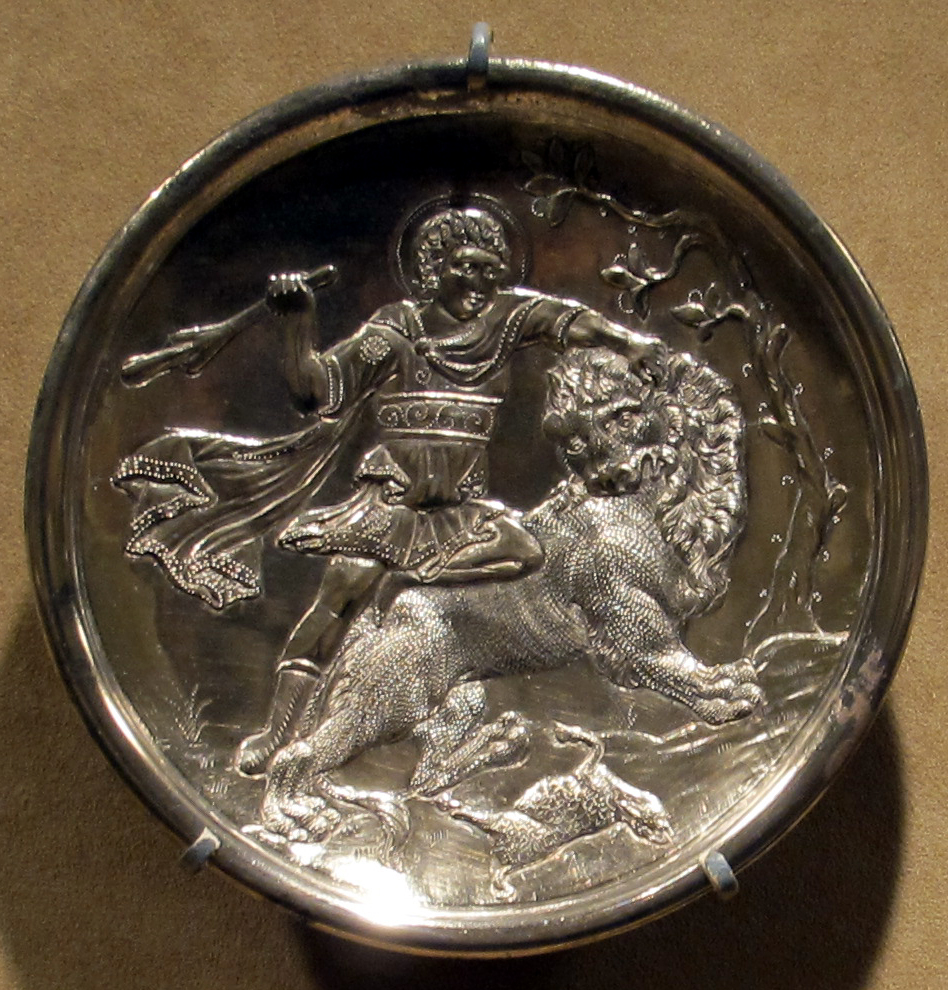
Константинопольські майстерні. Срібна таріль. Сцена з життя Давида. 630 р. н.е.Музей мистецтва Метрополітен
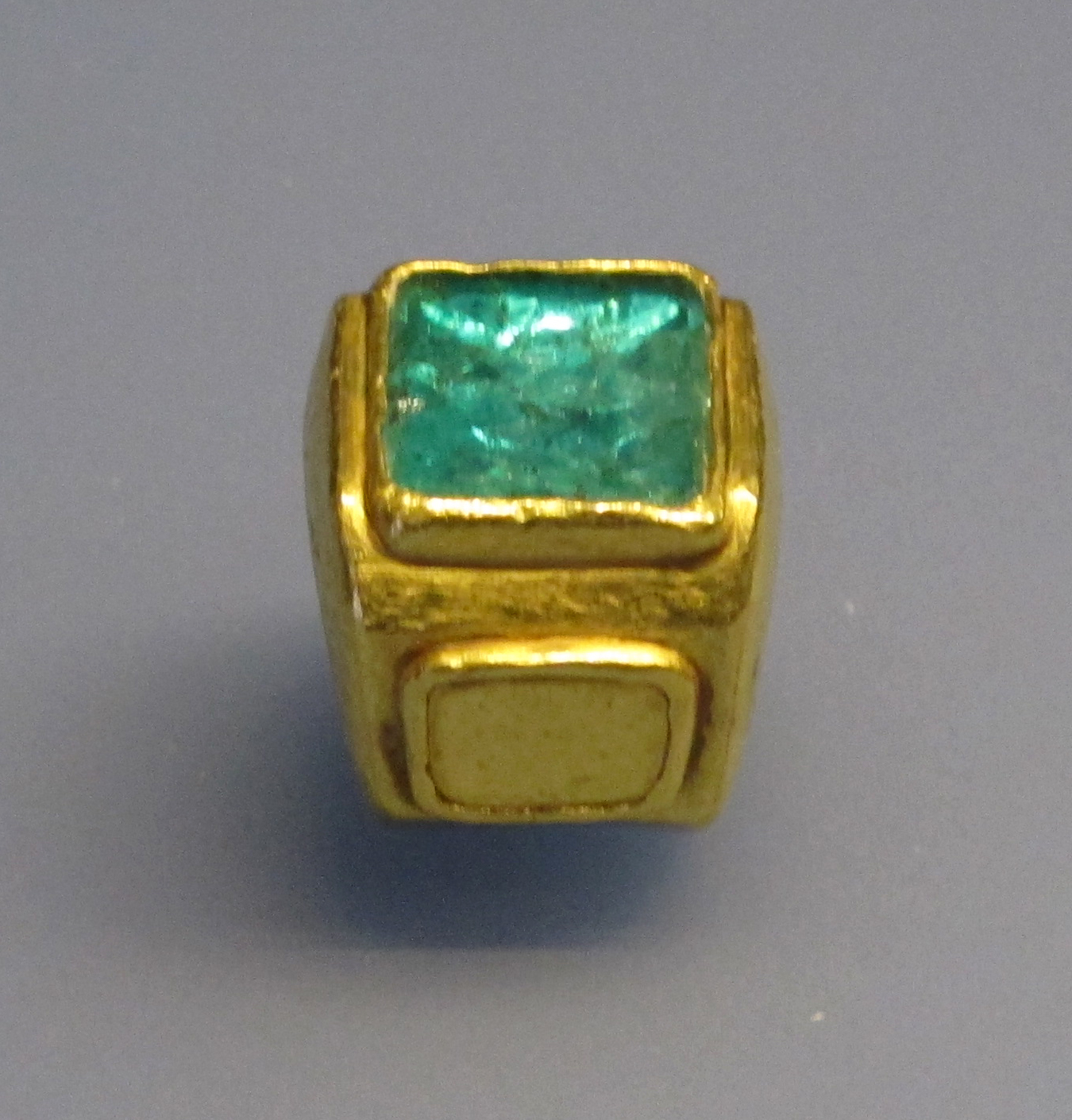
Візантійська каблучка зі смарагдом, Женевський музей мистецтва і історії

## Скульптура

Рельєф з грифоном. Візантія, 1250—1300 рр., мармур.Музей мистецтва Метрополітен, США

Для релігійних цілей ліплення із самого початку вживалося помірковано, тому що східна церква завжди неприхильно дивилася на статуї, вважаючи їх до певної міри ідолопоклонством, і якщо до VIII століття круглі фігури ще були терпимі у візантійських храмах, то постановою Нікейского собору 787 року вони були зовсім усунуті. Таким чином, головне поприще діяльності для скульптури було закрито, і їй залишалося виконувати тільки саркофаги, орнаментальні рельєфи, невеликі диптихи, які дарувались імператорами сановникам і церковним ієрархам, плетіння для книг, посудини. Матеріалом для дрібних виробів такого роду служила в більшості випадків слонова кістка, різьблення якої досягло у Візантії значної досконалості.
Поряд із різьбленою справою квітнула обробка металів, з яких виконувалися вибивні або литі вироби помірного рельєфу. Візантійські художники дійшли нарешті до того, що стали обходитися зовсім без рельєфу, як, наприклад, у бронзових дверях церков, роблячи на мідній поверхні лише злегка поглиблений контур і викладаючи його іншим металом, сріблом або золотом. До цього розряду робіт, називаному agemina, належали чудові двері у соборах Амальфі й Салерно біля Неаполя. Крім дверей таким же способом виготовлялися напрестольні образи, дошки для стінок престолів, оклади для Євангелій, ковчеги для мощей тощо. У всіх подібних виробах візантійське мистецтво намагалося уникати опуклості, заміняючи рельєф або агемінальною роботою або емаллю, і опікуючись, перш за все, про розкіш і якомога частіше використання дорогоцінних каменів.
Особливо митецькими були візантійські майстри в емальних виробах, які можна розділити на два сорти: просту емаль (émail champlevé) і перегородкову емаль (émail cloisoné). У першій на поверхні металу робилися за допомогою різця поглиблення відповідно малюнку, і в ці поглиблення насипався порошок кольорової склоподібної речовини, яка потім сплавлялася на вогні й приставало міцно до металу; у другій — малюнок на металі позначався приклеєним до нього дротом, а простір між перегородками, що в такий спосіб утворювались, заповнювся склоподібною речовиною, яка потім набувала гладкої поверхні і прикріплювалася до металу разом із дротом за допомогою плавлення. Розкішний зразок візантійської емалеробної справи представляє знаменита Pala d'oro (золотий вівтар) — рід маленького іконостасу з мініатюрами в техніці перегородчатої емалі, головний вівтар, що прикрашає собою венеційська Базиліка Святого Марка.

## Візантійські рельєфи зі слонової кістки

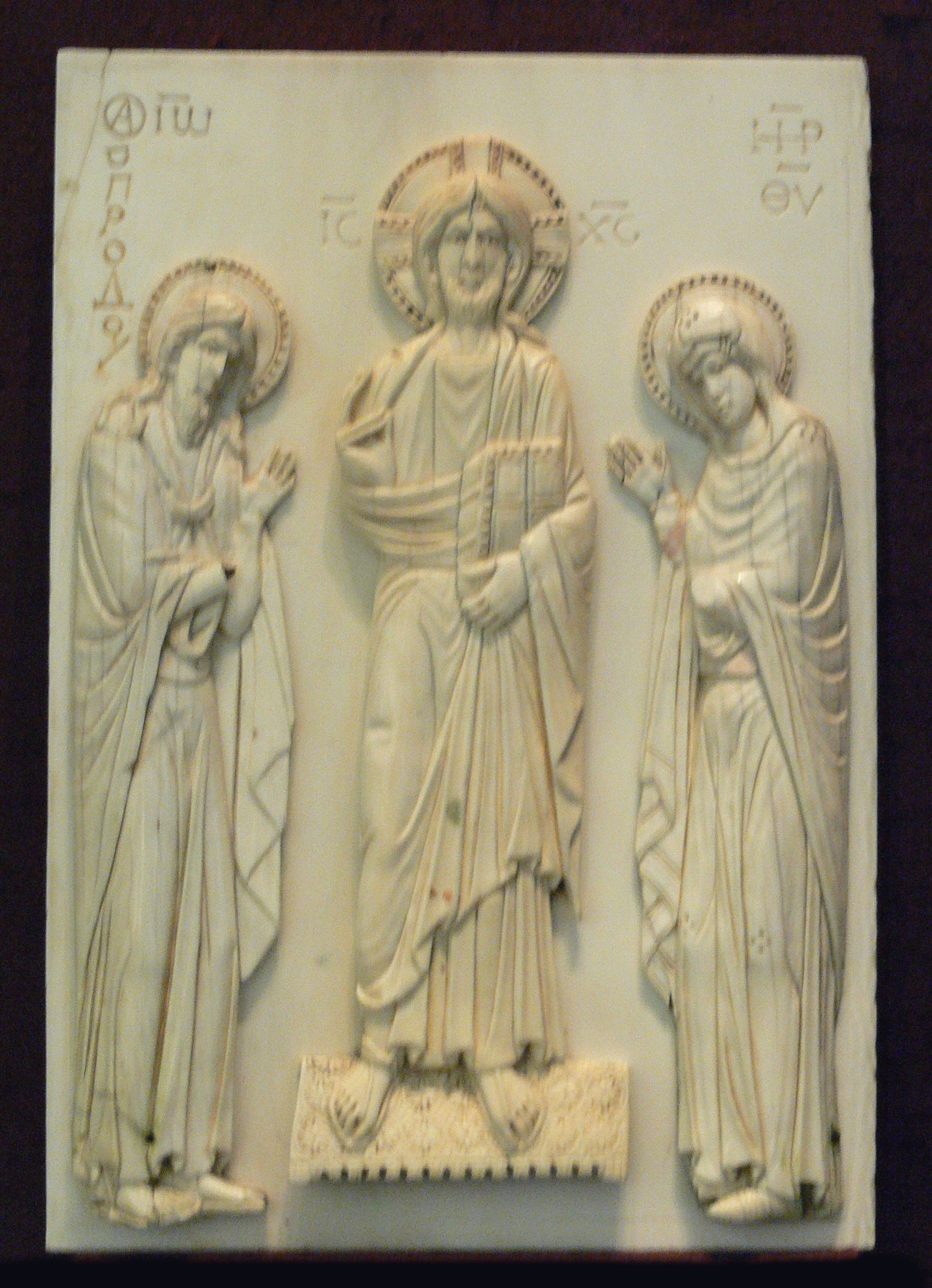
«Христос між Богородицею та Іваном Хрестителем», Візантія, слонова кістка, різьба, 10 століття. Баварський національний музей.

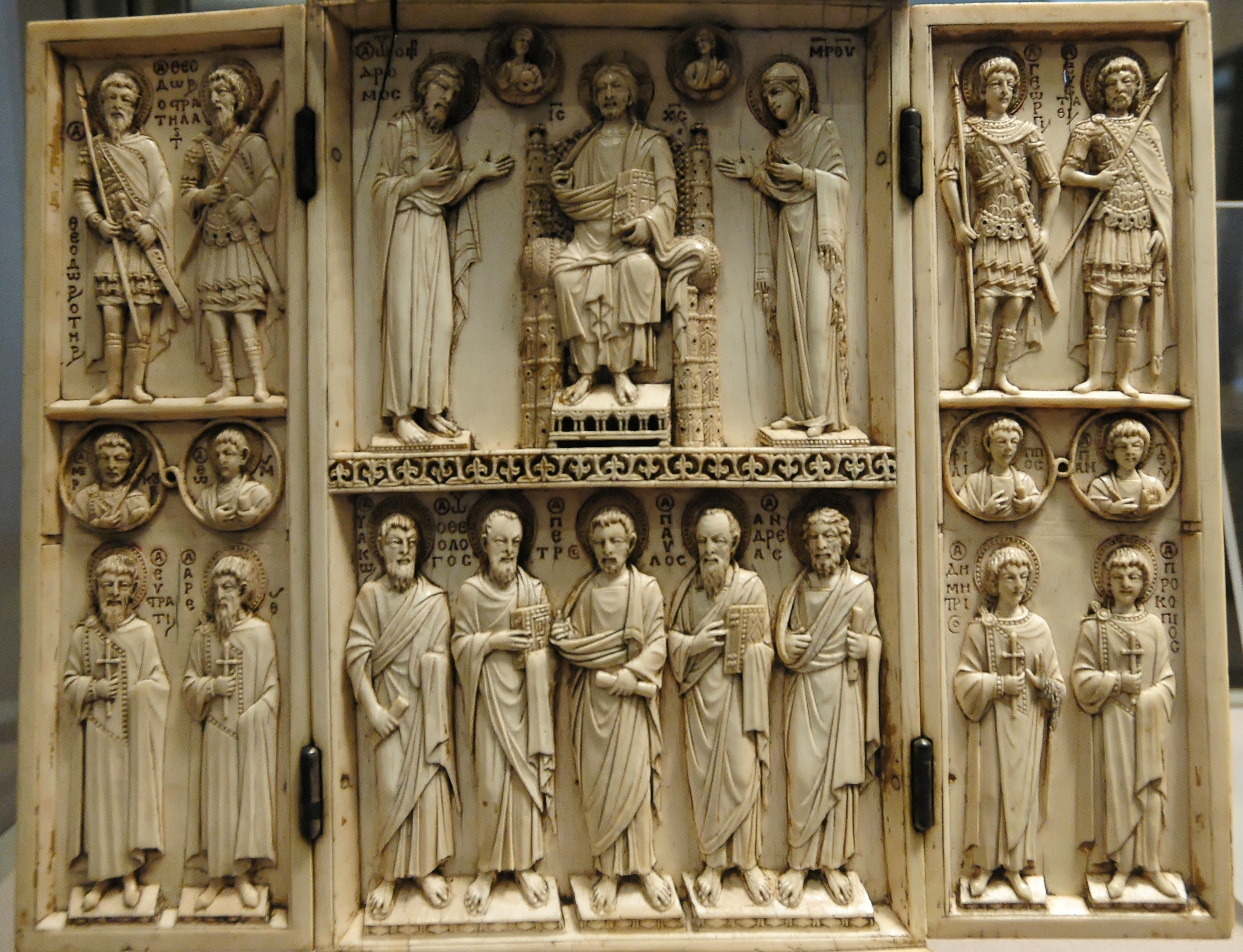
Триптих Арбавіля (Візантія, X століття), Лувр, Париж.

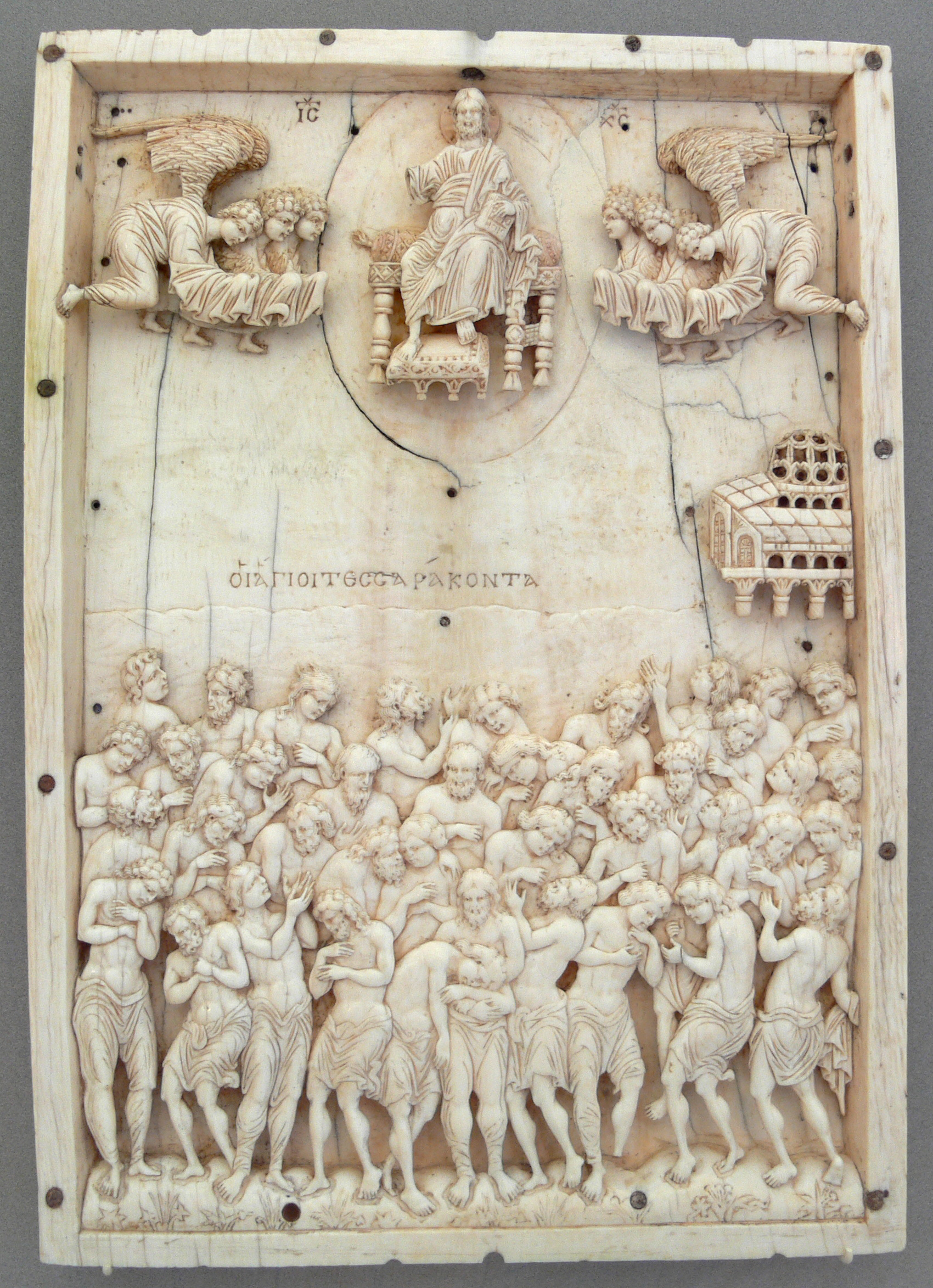
Сорок Севастійських мучеників, слонова кістка, X століття, Боде Музей, Берлін.
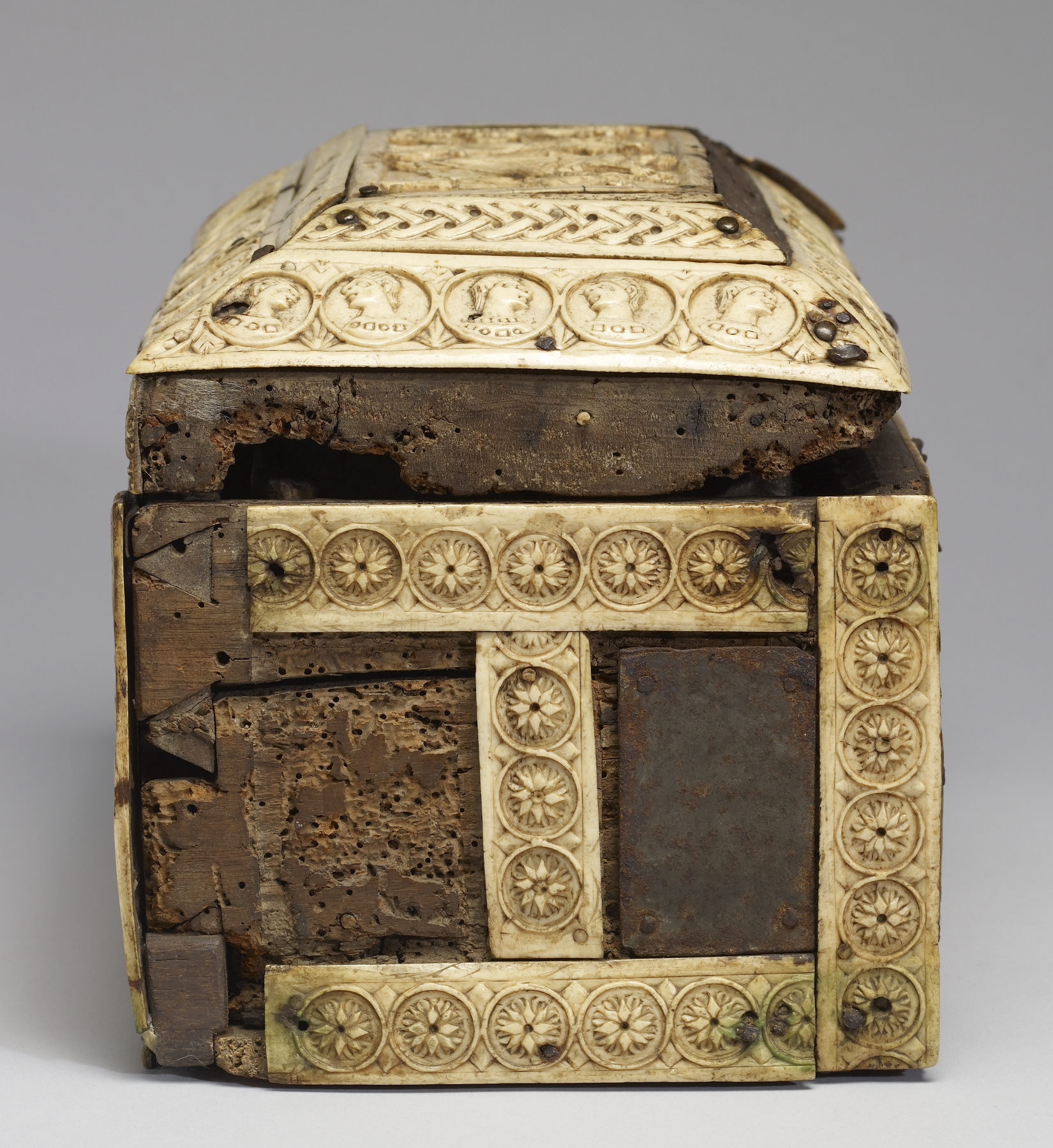
Сцени гріхопадіння Адама і Єви та історія Йосипа. Візантійська скринька, бічна сторона з орнаментом. Художній музей Волтерс
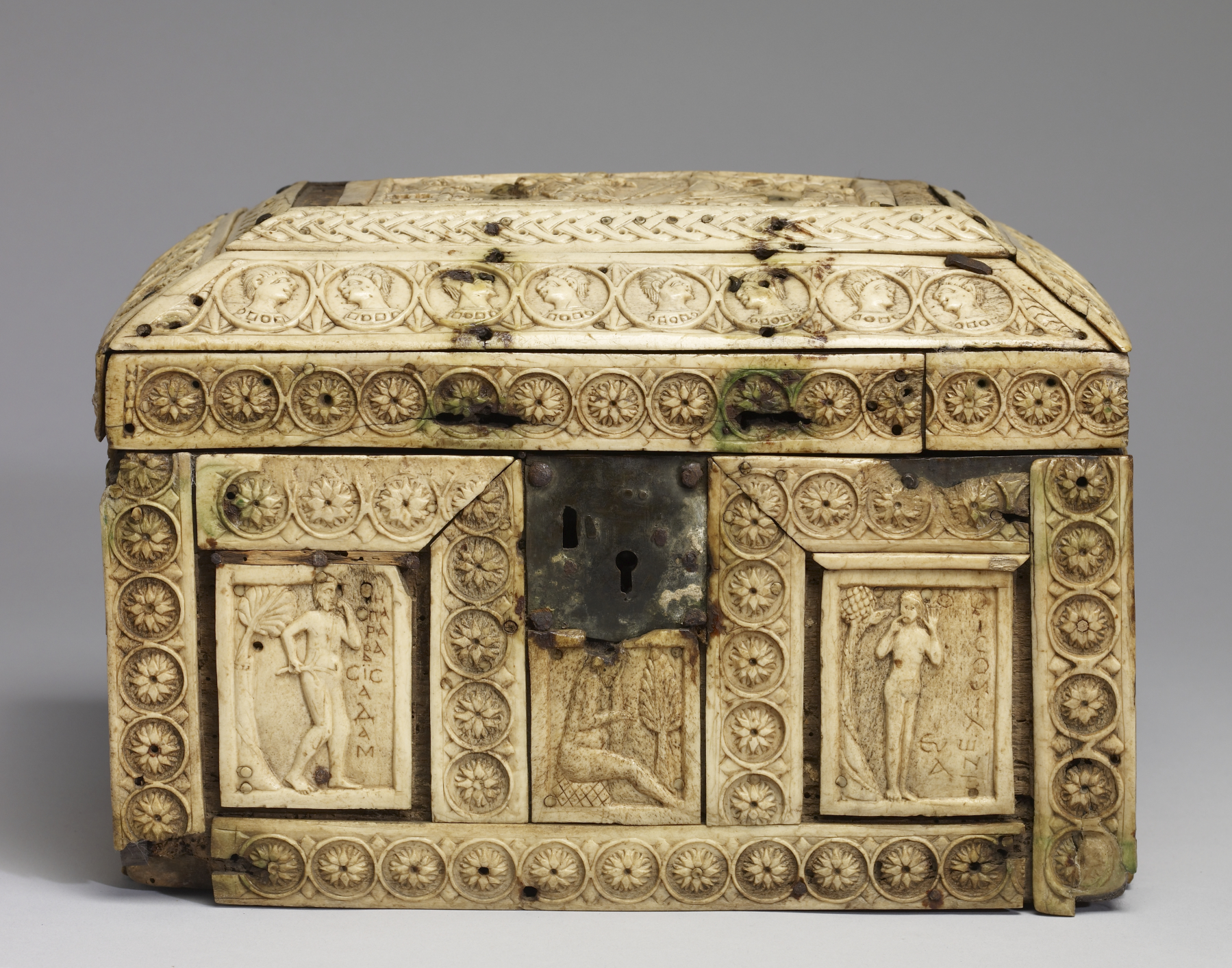
Сцени гріхопадіння Адама і Єви та історія Йосипа. Візантійська скринька, передній бік. Художній музей Волтерс
Пошанування імператора Юстиніана. П'ять стулок з рельєфами.